# Liste des compagnies aériennes au Japon
Voici la liste des compagnies aériennes actuellement opérationnelles au Japon.

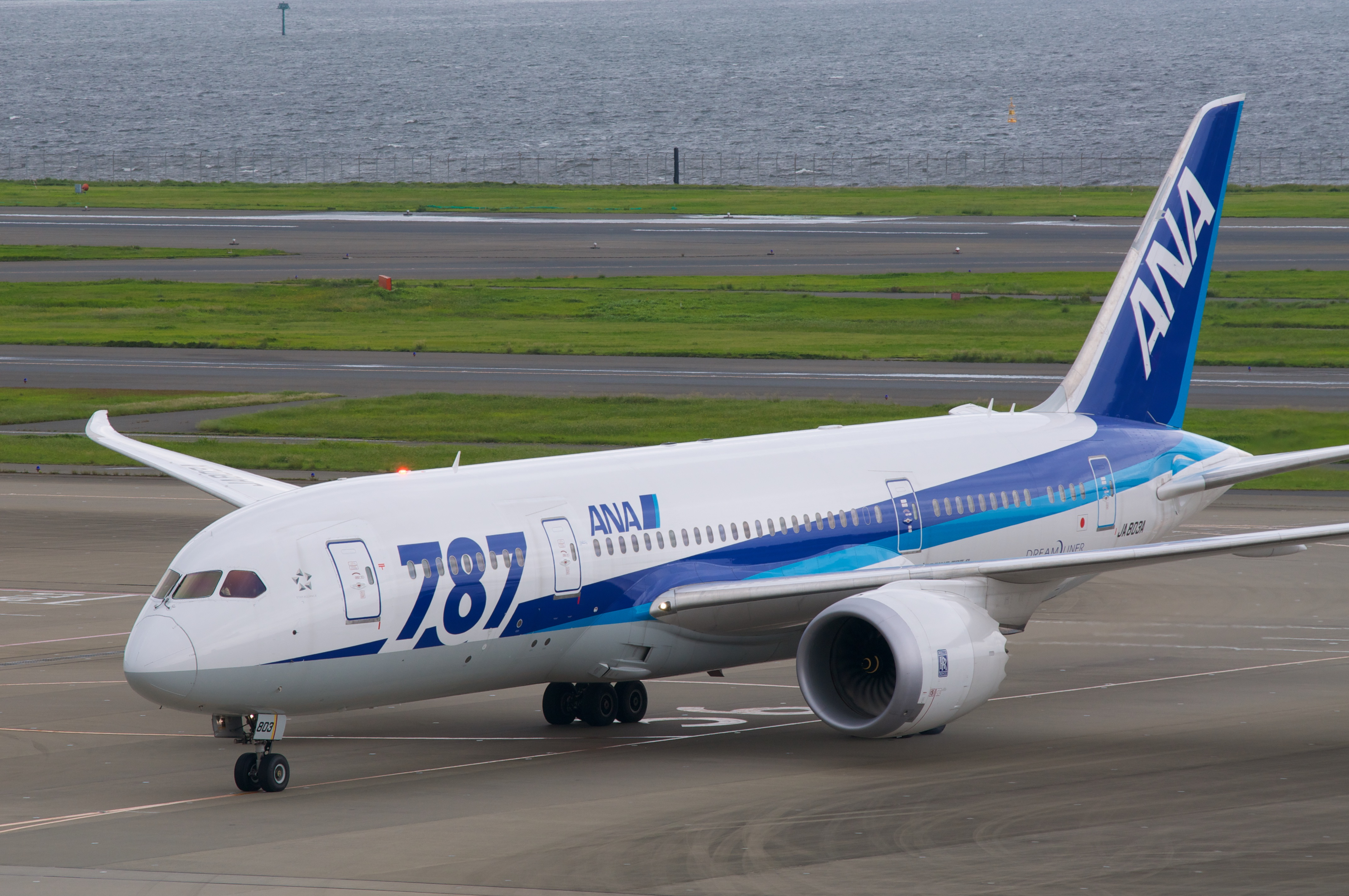
Boeing 787-8 Dreamliner de All Nippon Airways

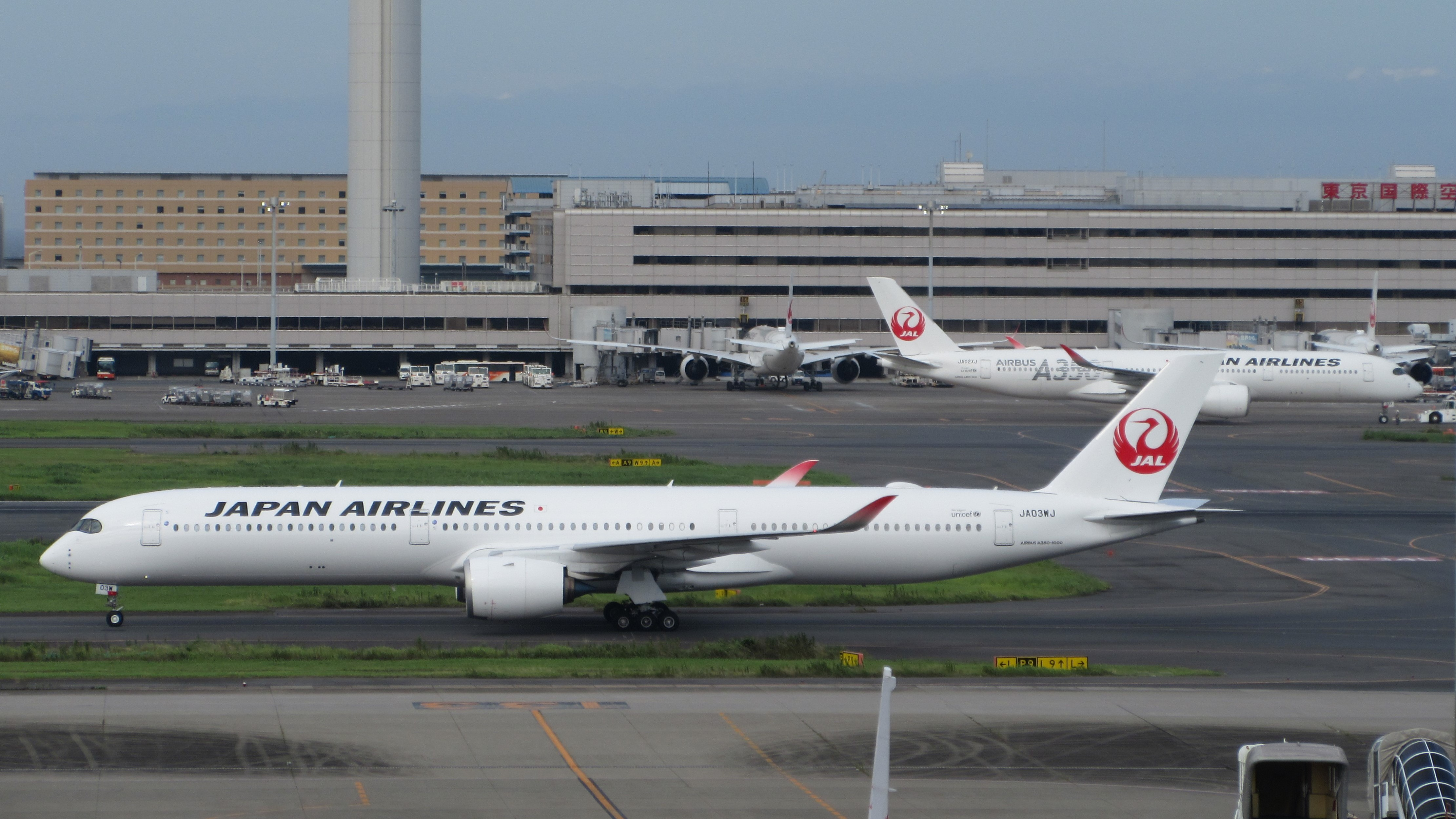
Airbus A350-1000 et A350-900 de Japan Airlines

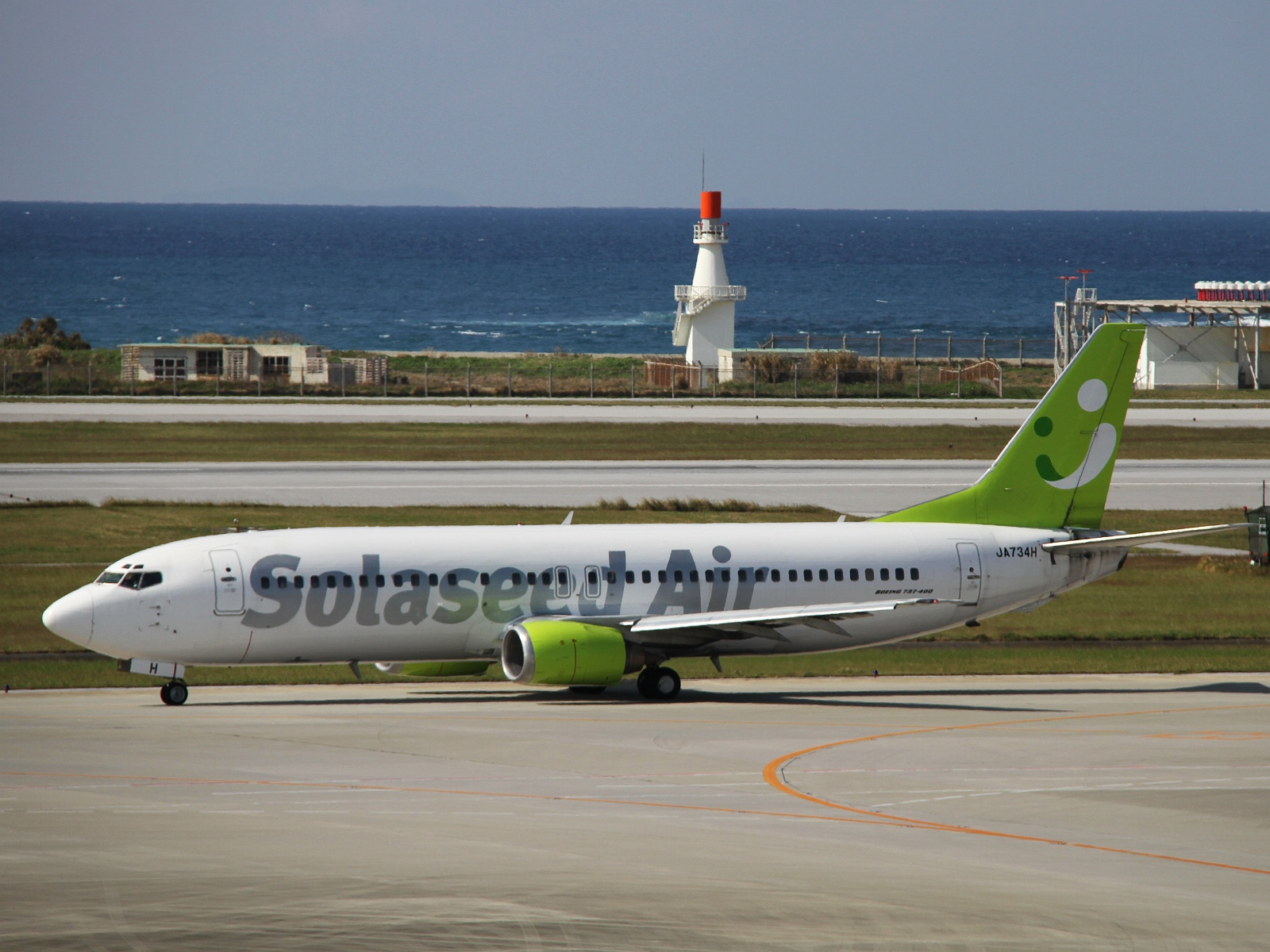
Boeing 737-800 de Solaseed Air

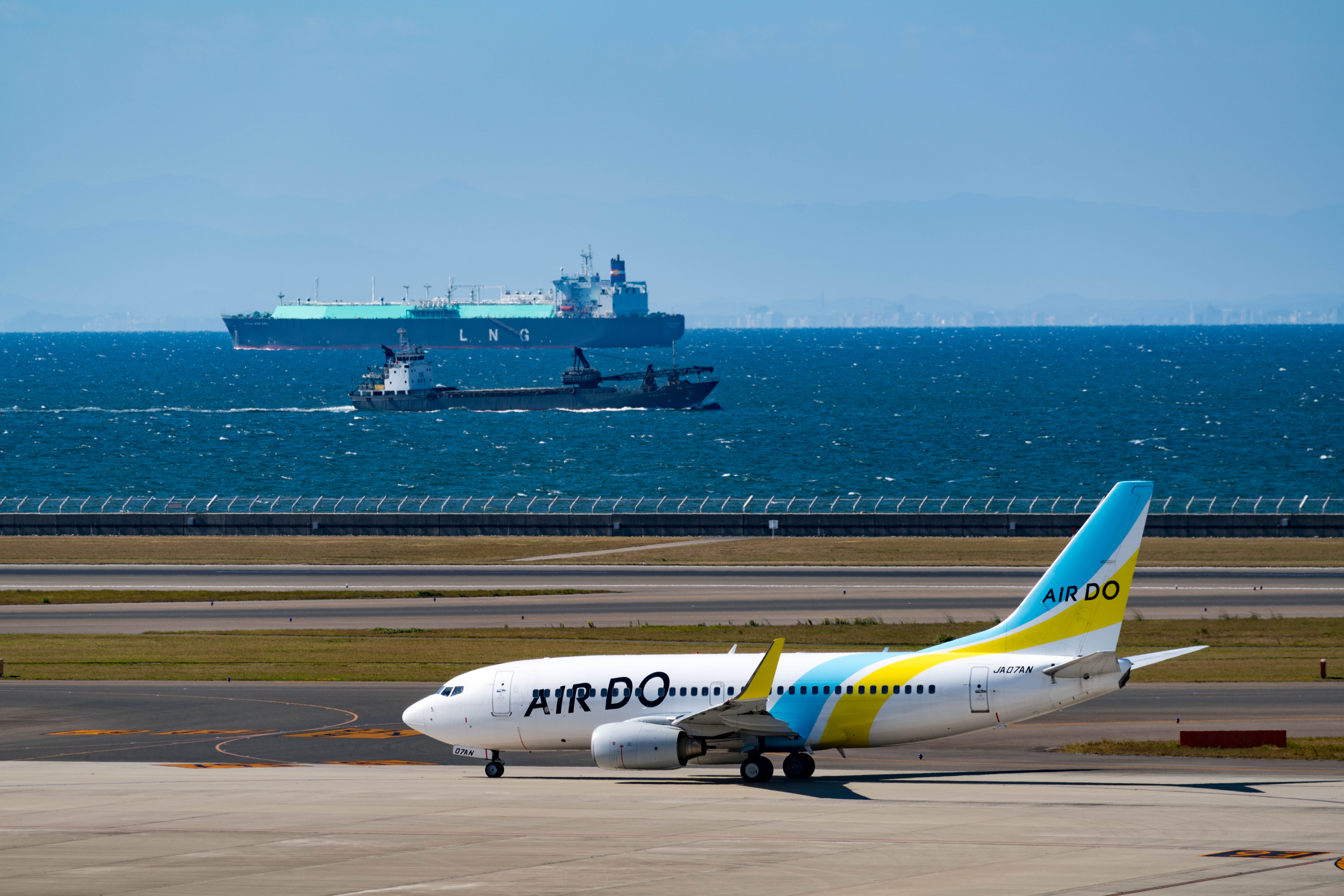
Boeing 737-700 de Air Do

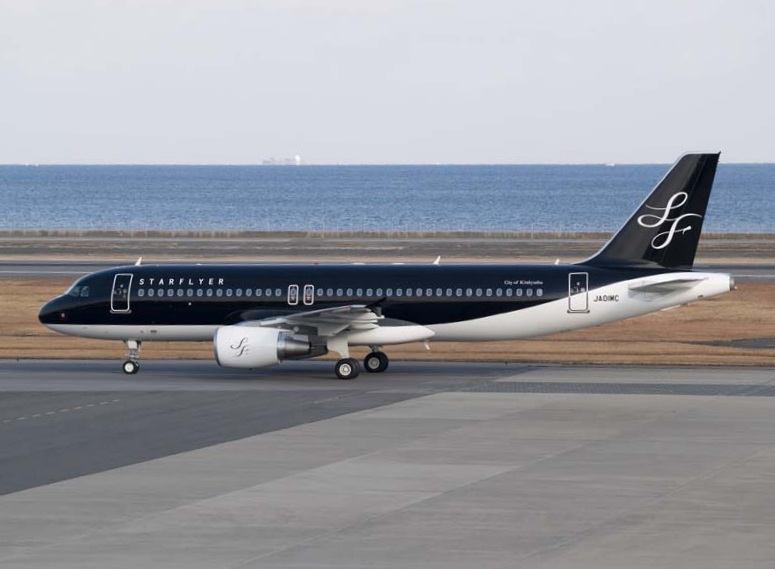
Airbus A320neo de StarFlyer

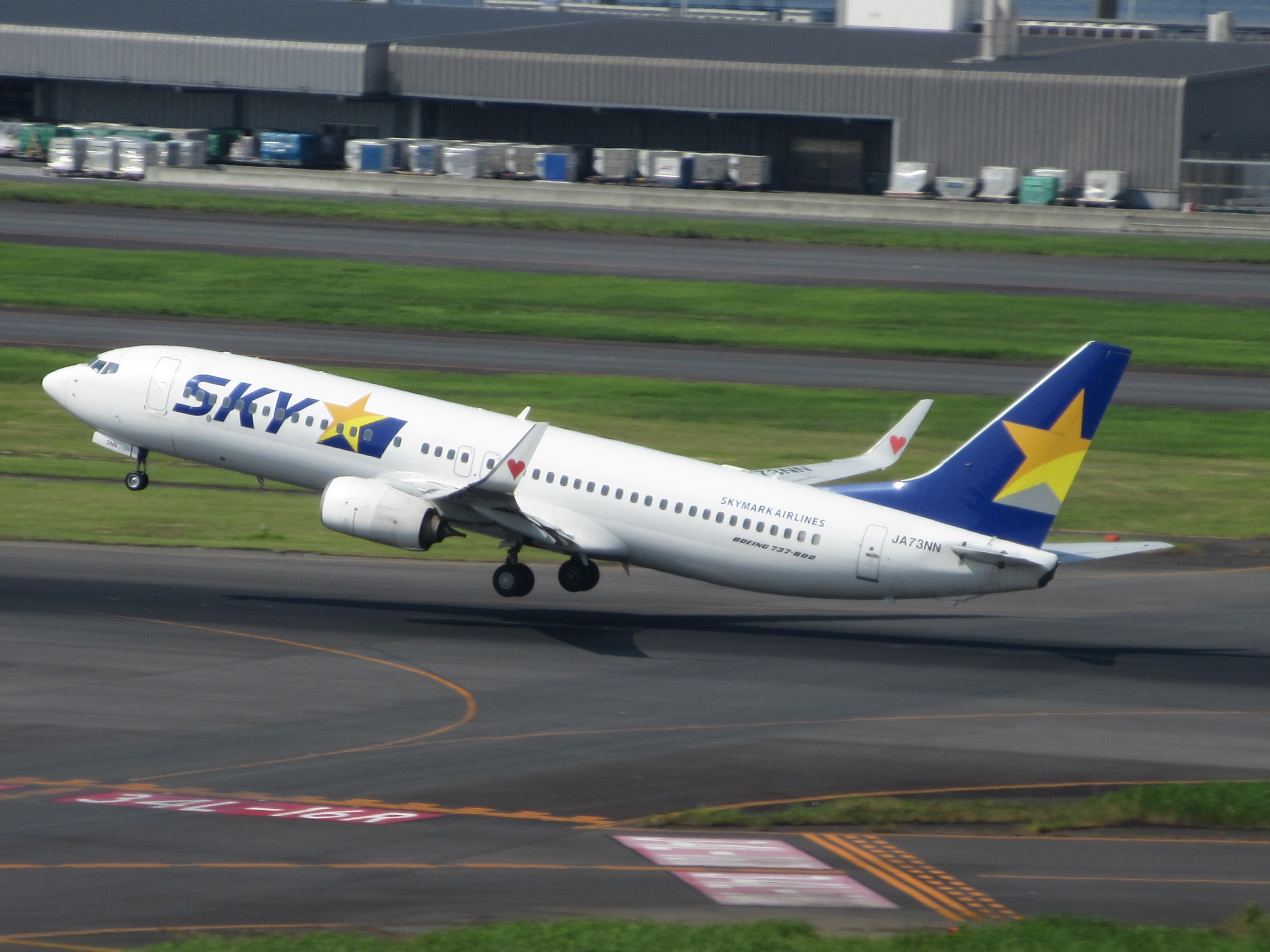
Boeing 737-800 de Skymark Airlines

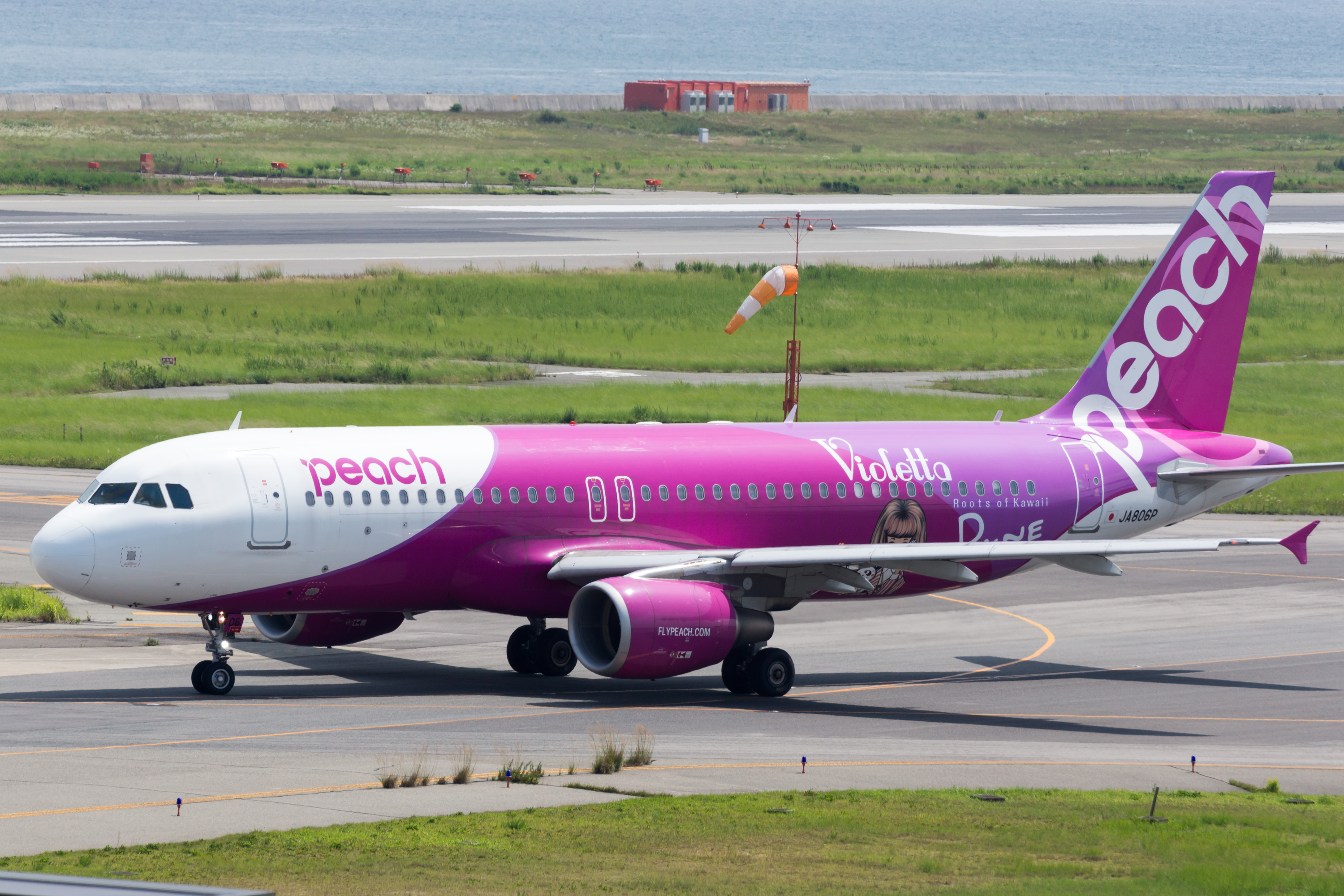
Airbus A321LR de Peach Aviation

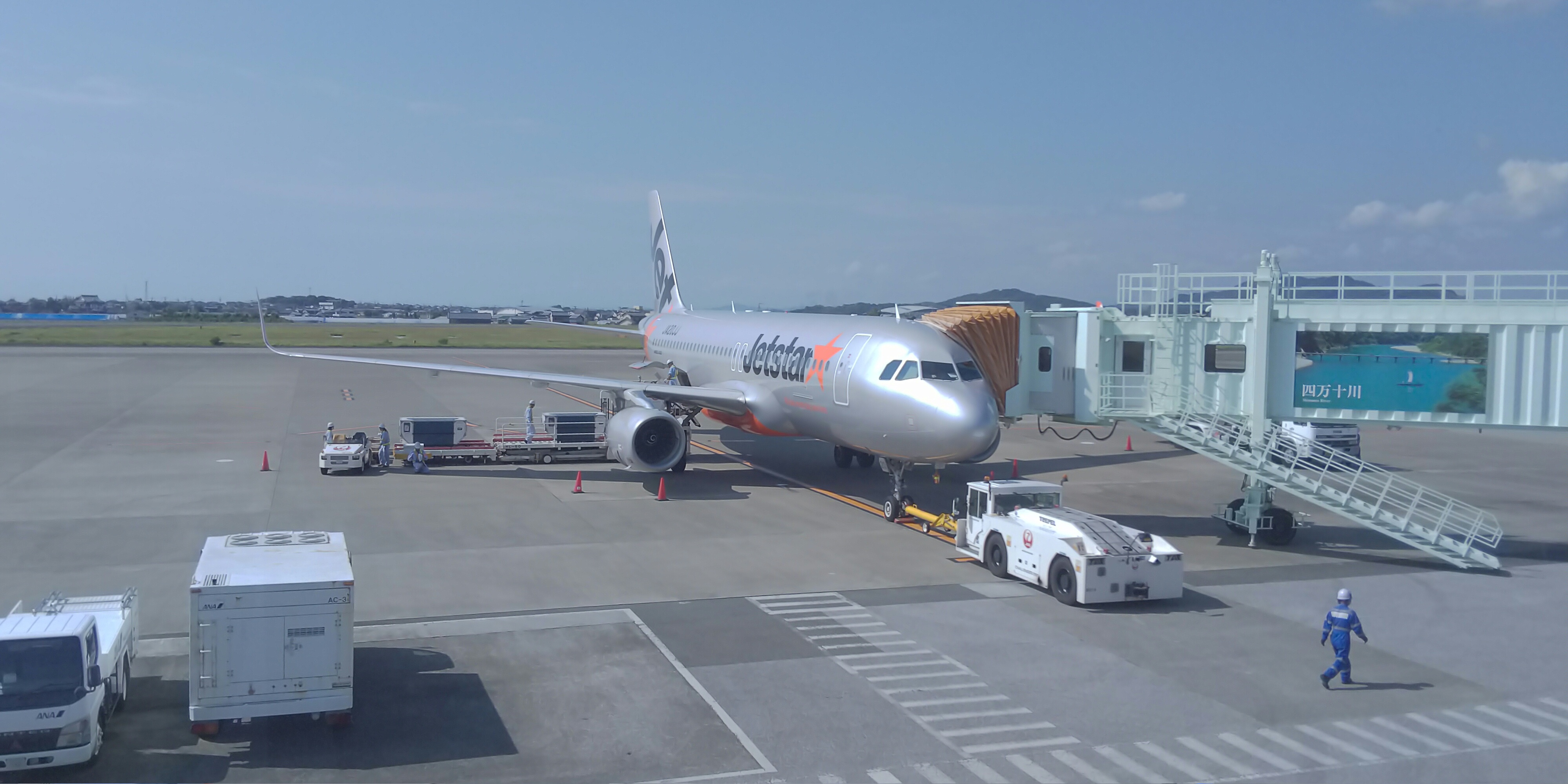
Airbus A321neo de Jetstar Japan

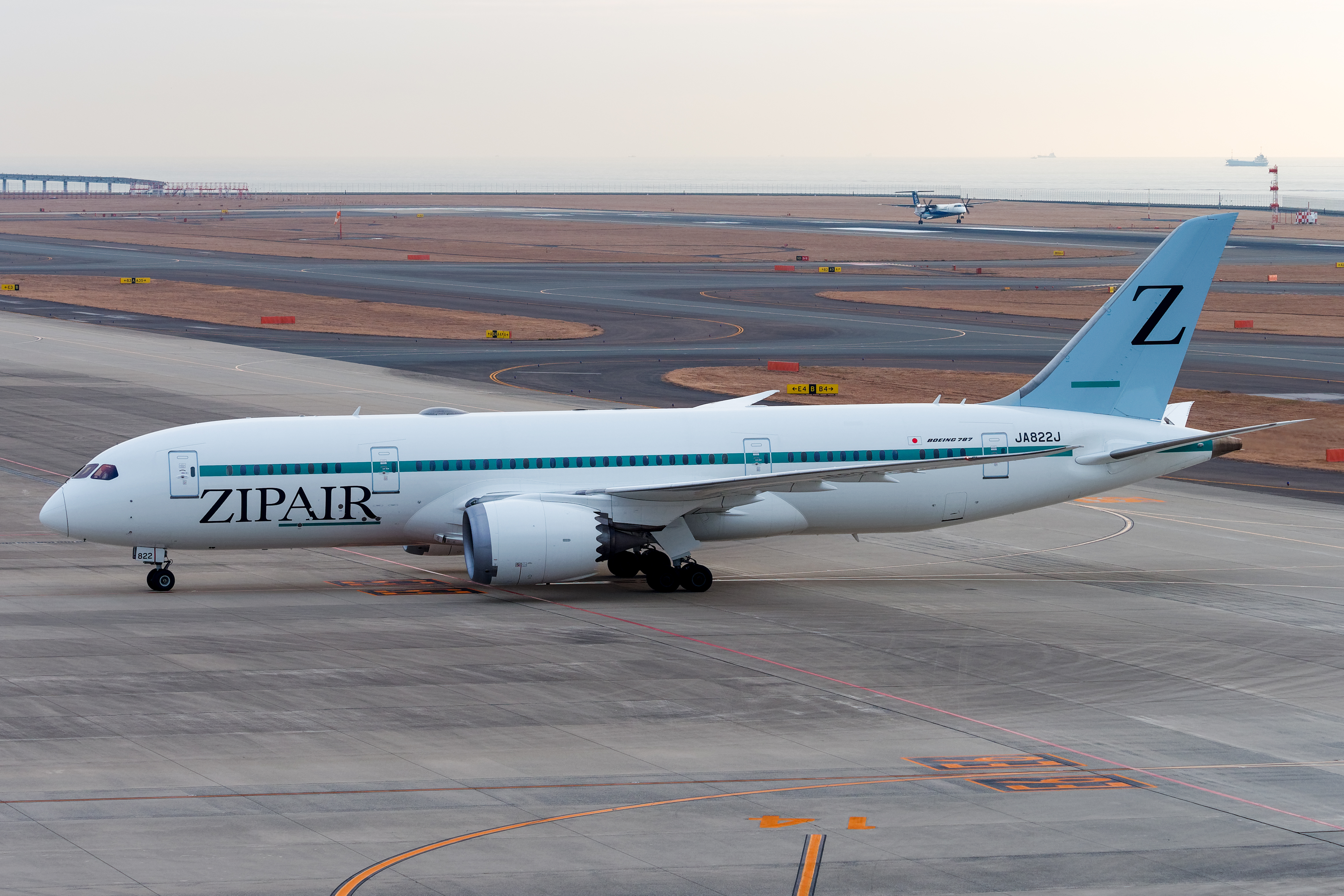
Boeing 787-8 Dreamliner de ZIPAIR Tokyo

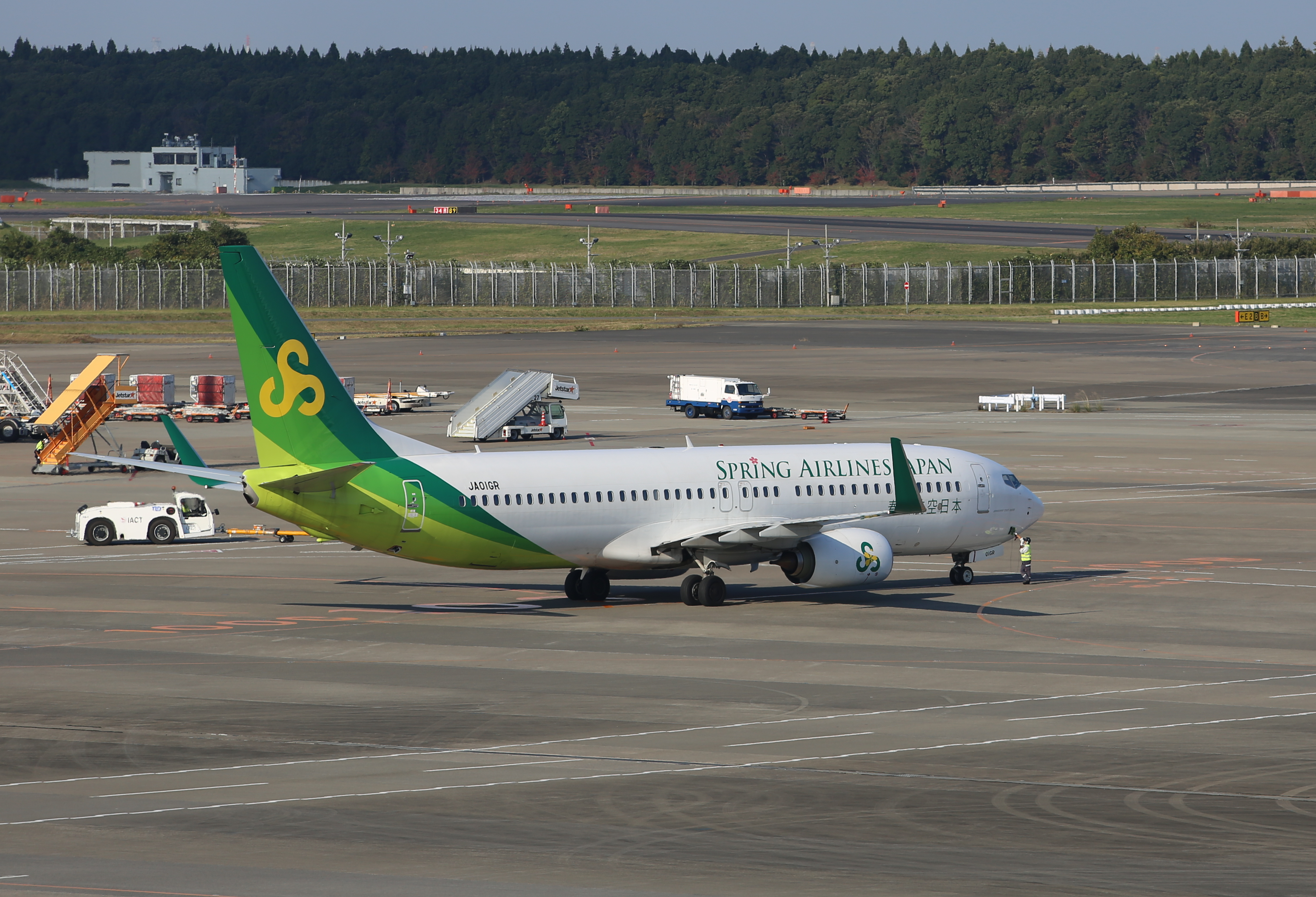
Boeing 737-800 de Spring Japan Airlines

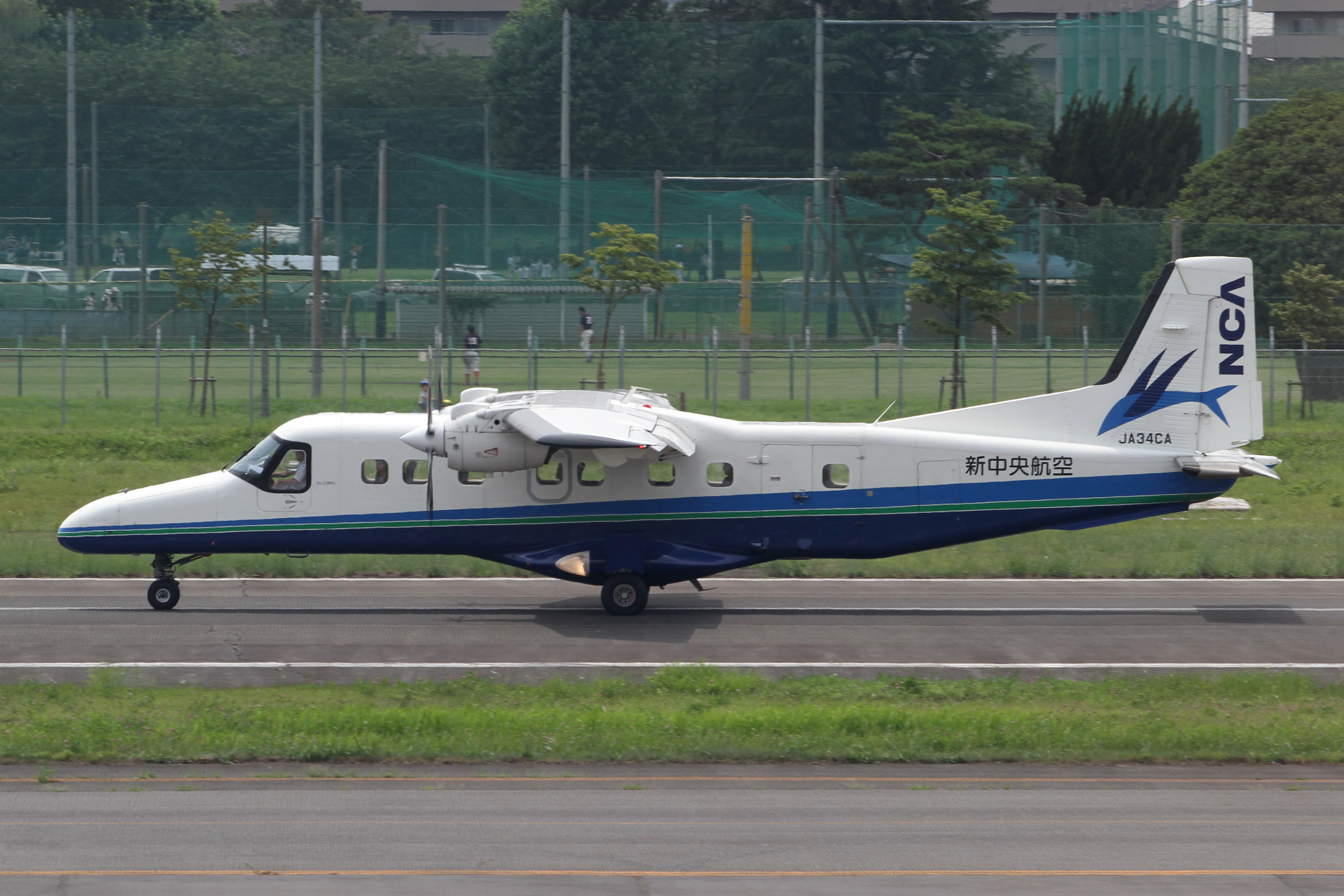
Dornier Do-228NG de New Central Airservice

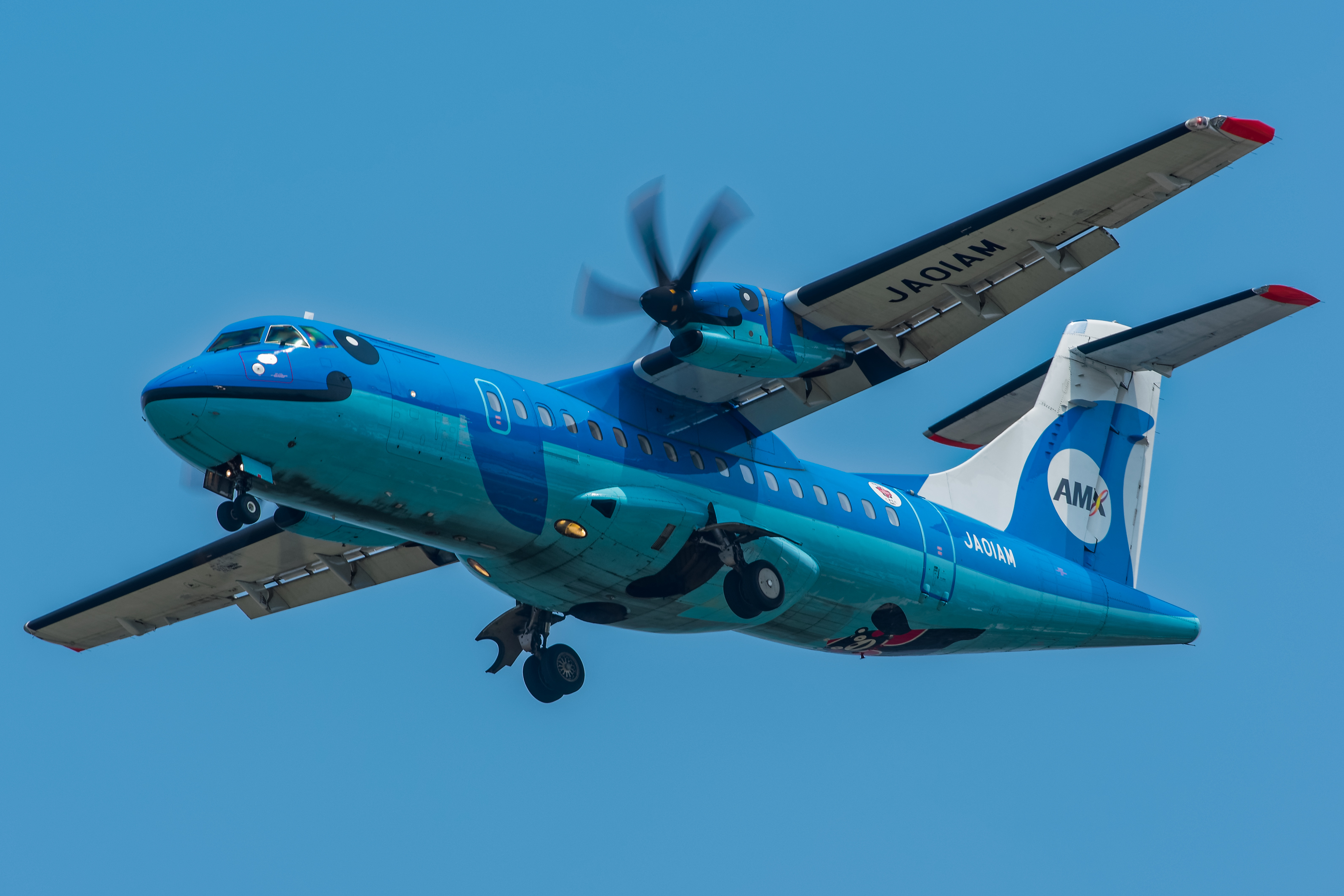
ATR 42-600 de Amakusa Airlines

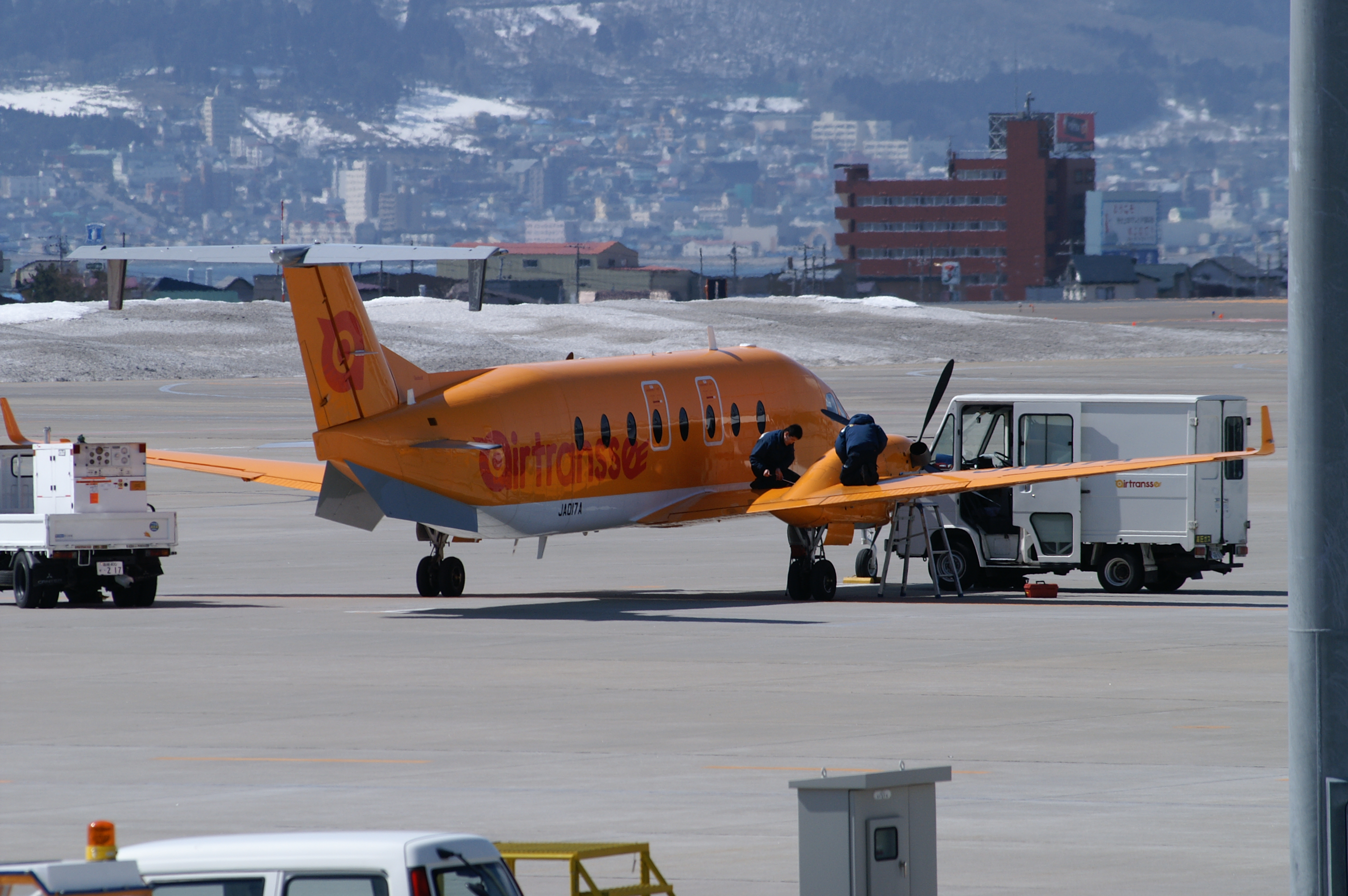
Beech 1900D de Airtransse

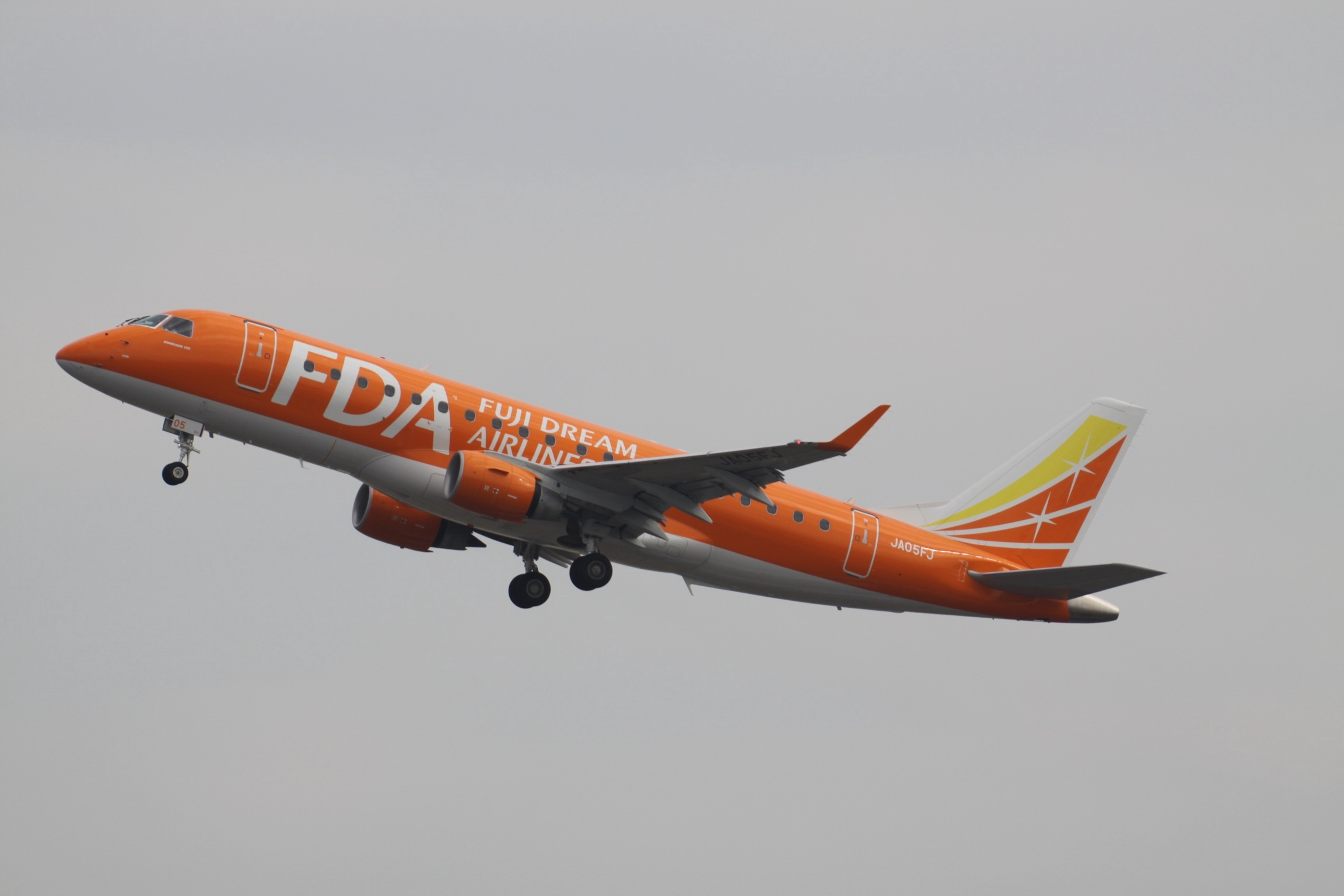
Embraer ERJ-175 de Fuji Dream Airlines

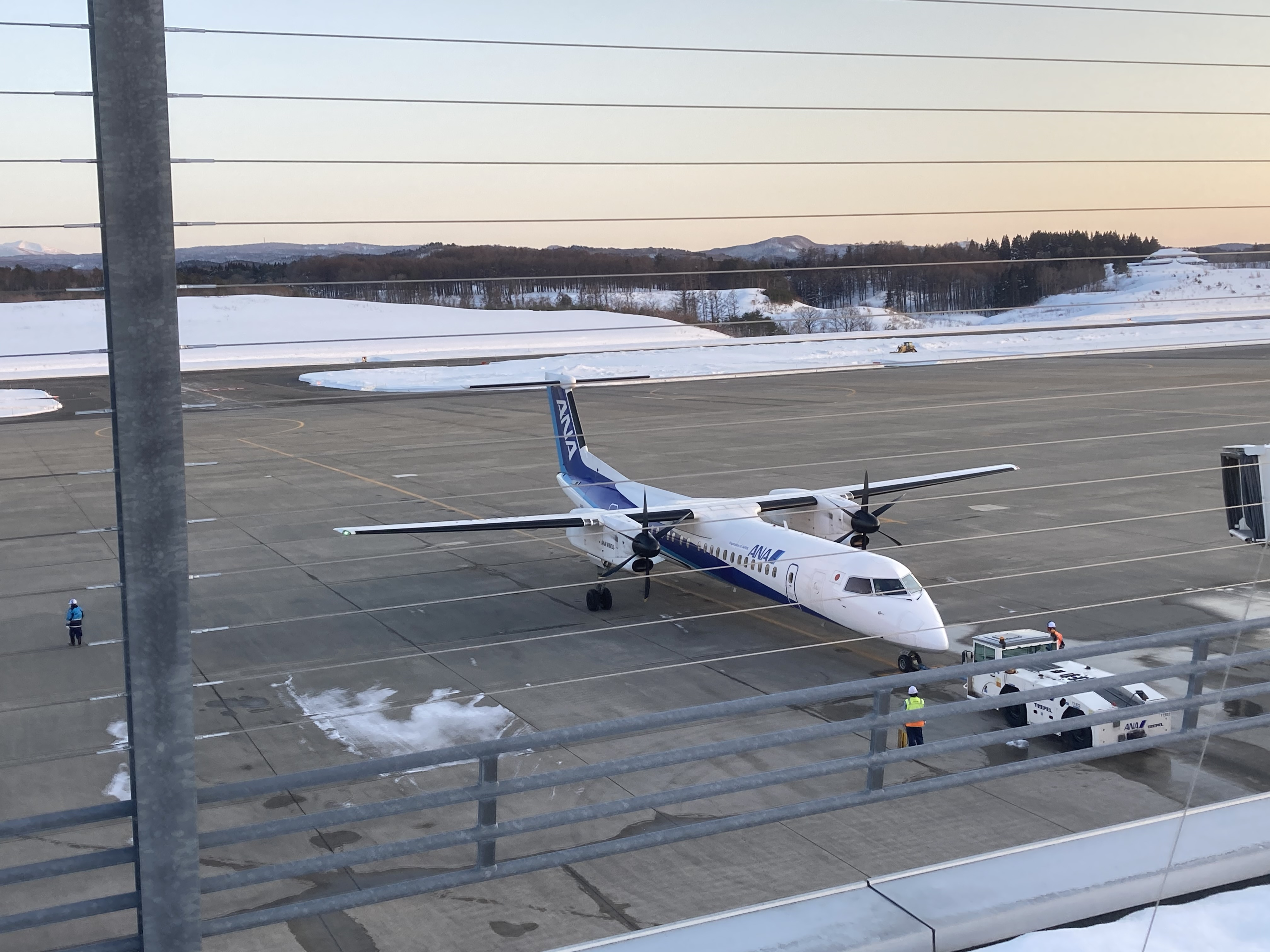
DeHavilland Canada Dash-8-400 de ANA Wings

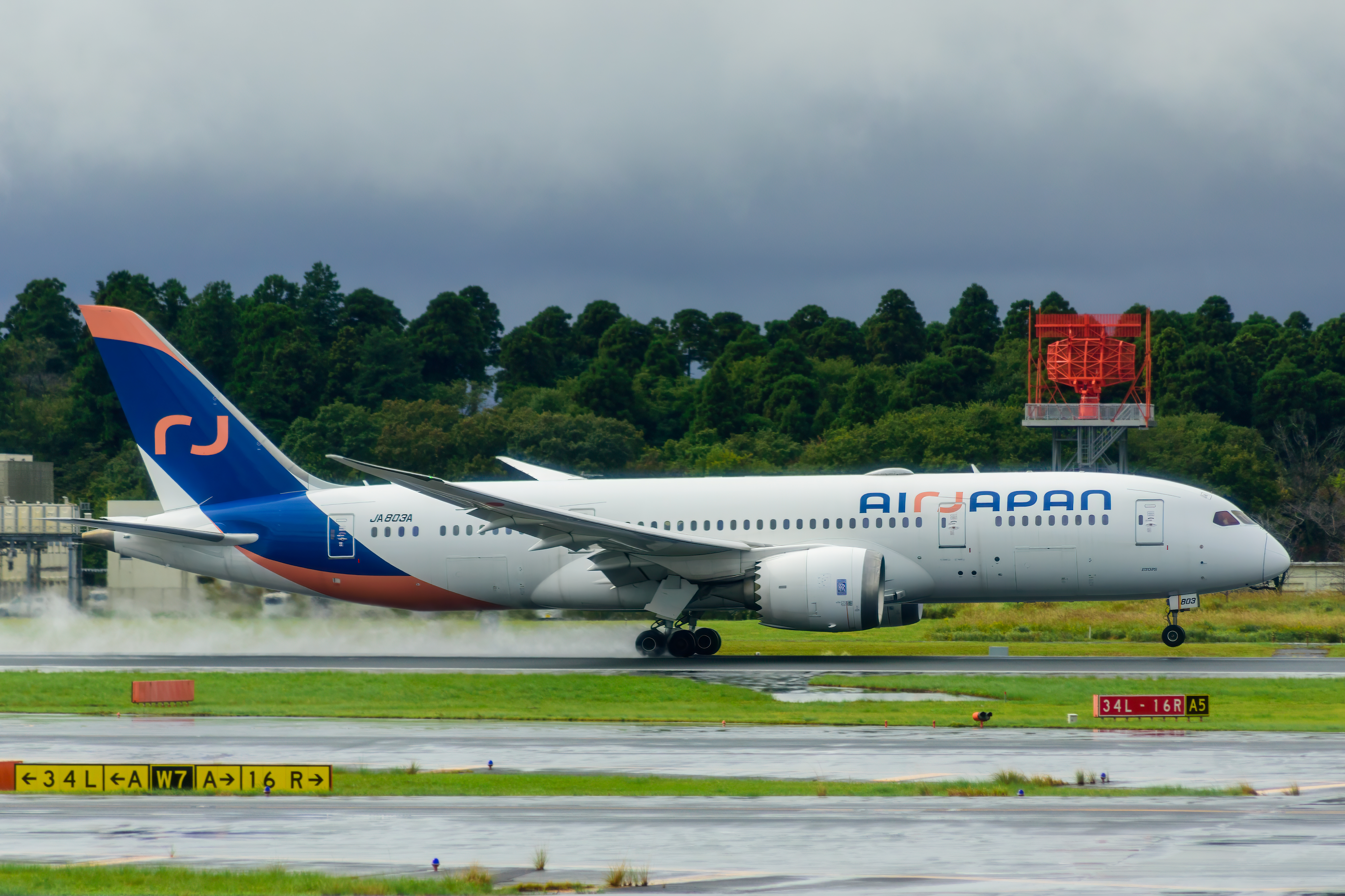
Boeing 787-8 Dreamliner de AirJapan

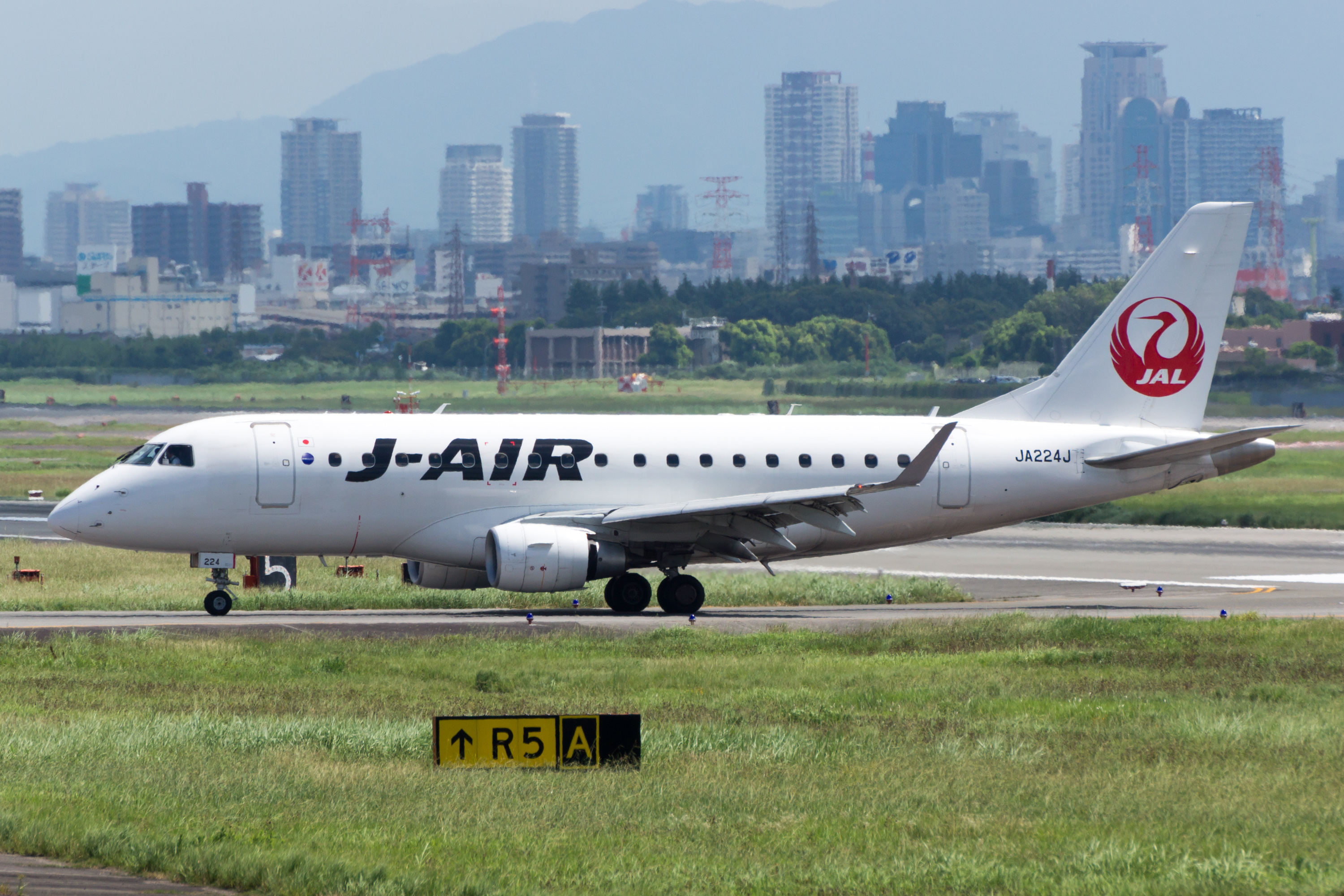
Embraer ERJ-170 de J-Air

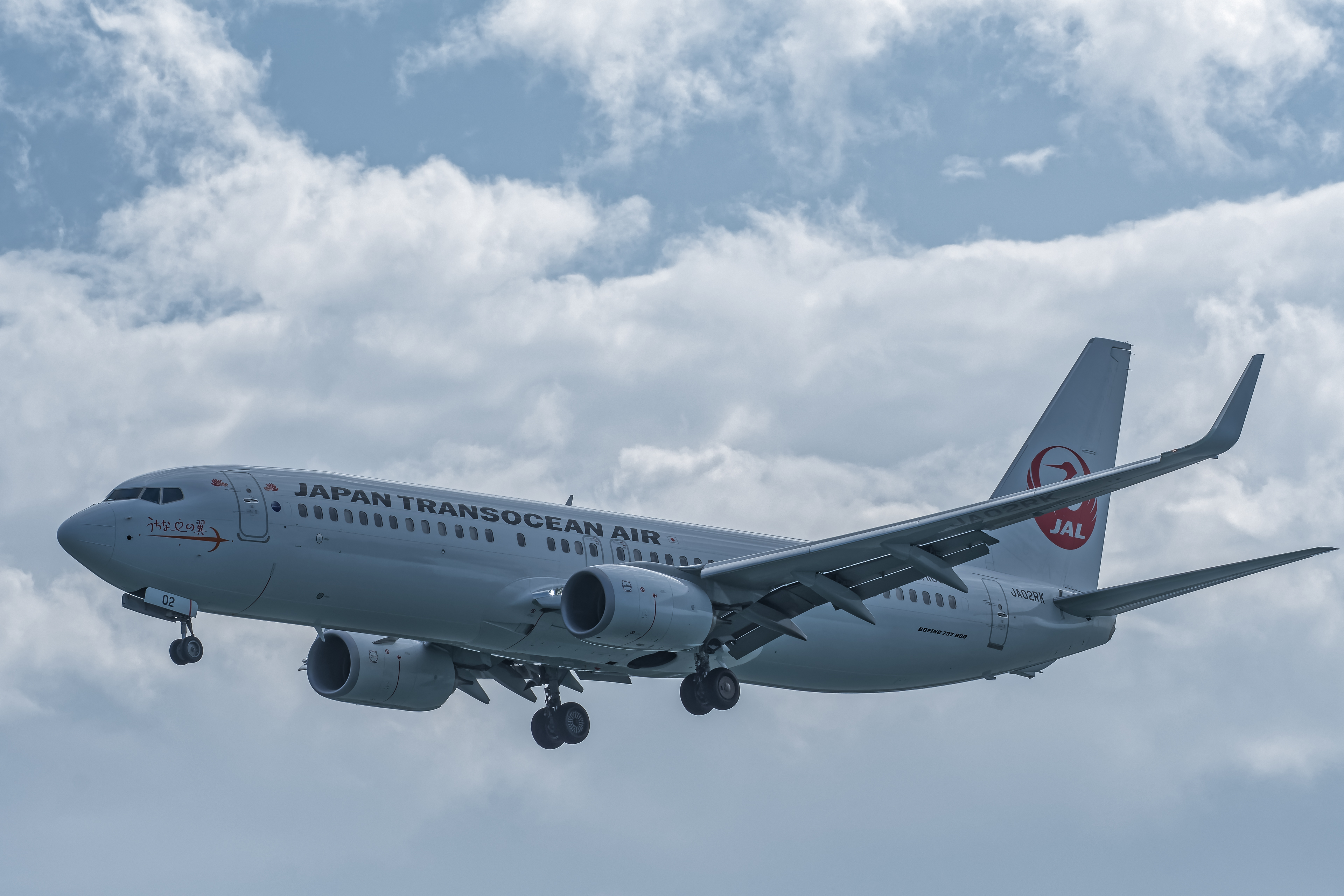
Boeing 737-800 de Japan Transocean Air

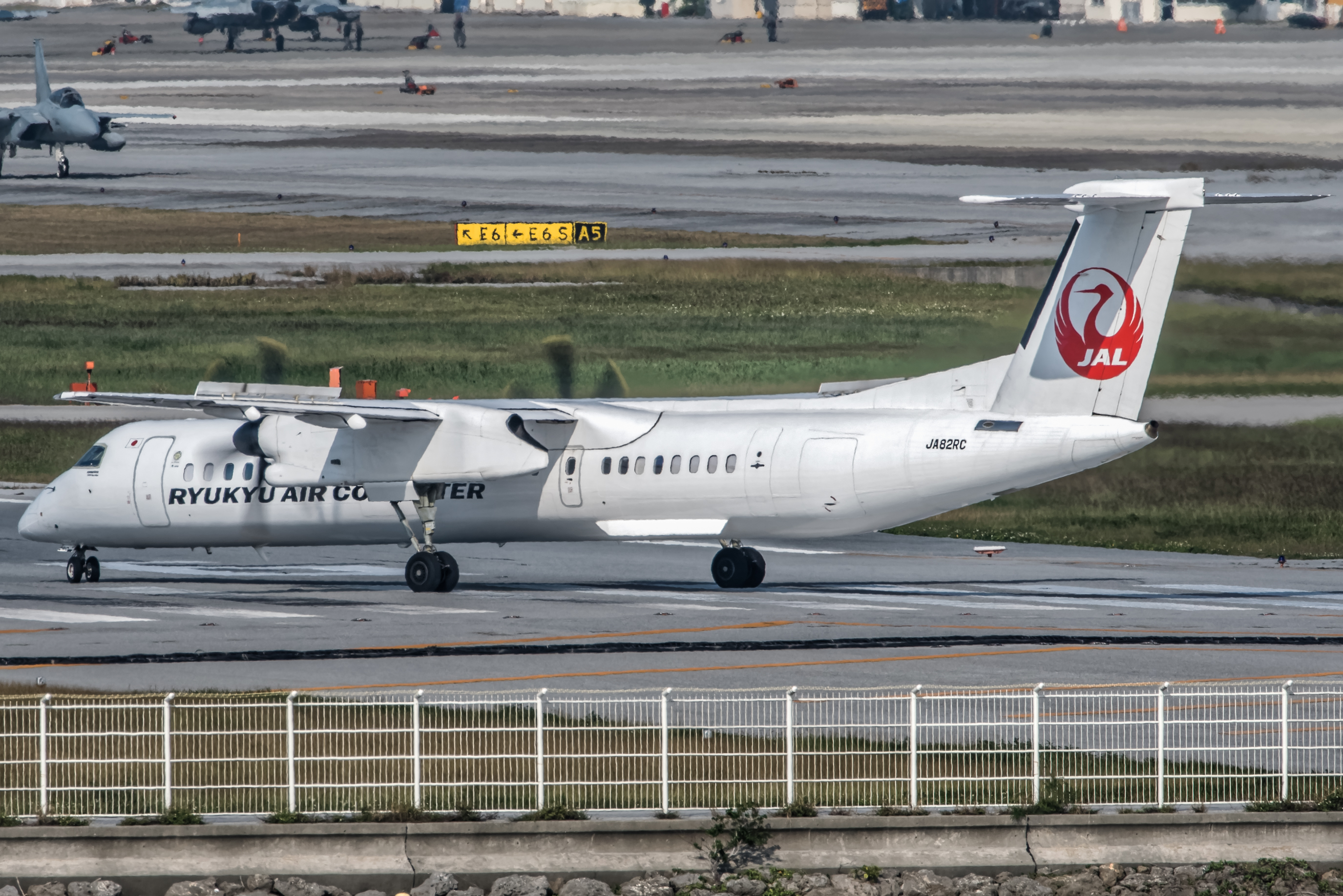
DeHavilland Canada DHC-8 Cargo Combi de Ryukyu Air Commuter

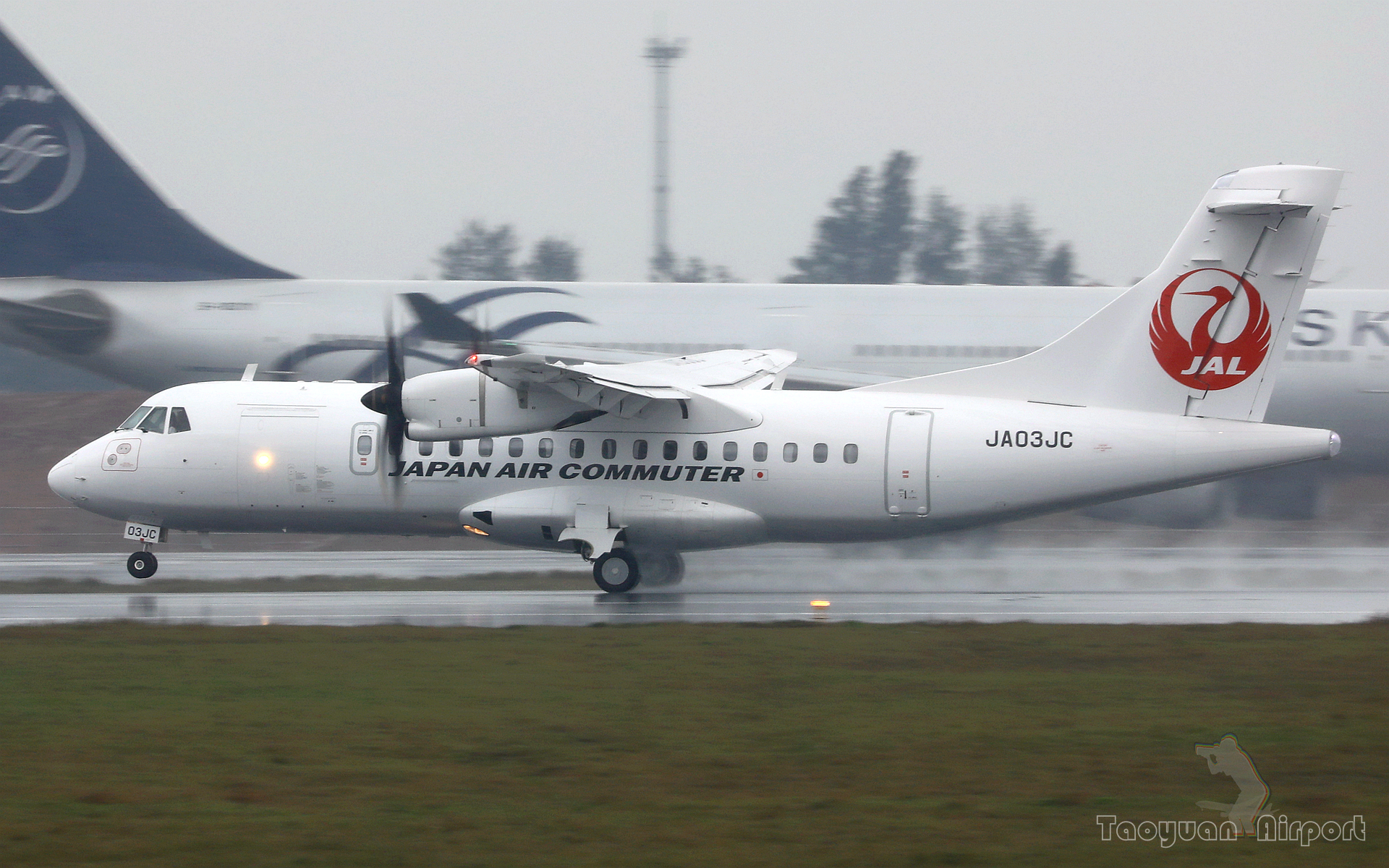
ATR 42-600 de Japan Air Commuter

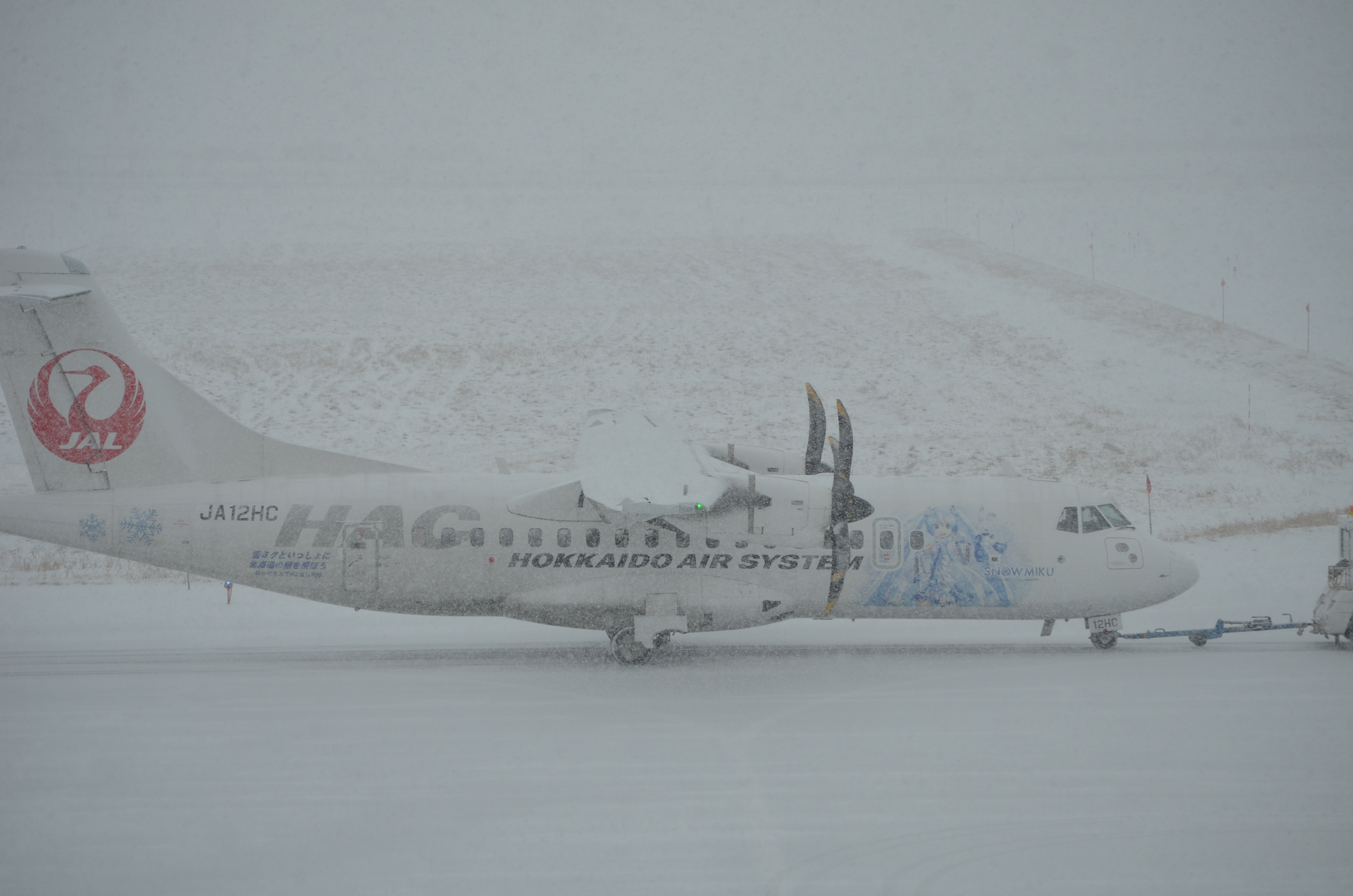
ATR 42-600 de Hokkaido Air System

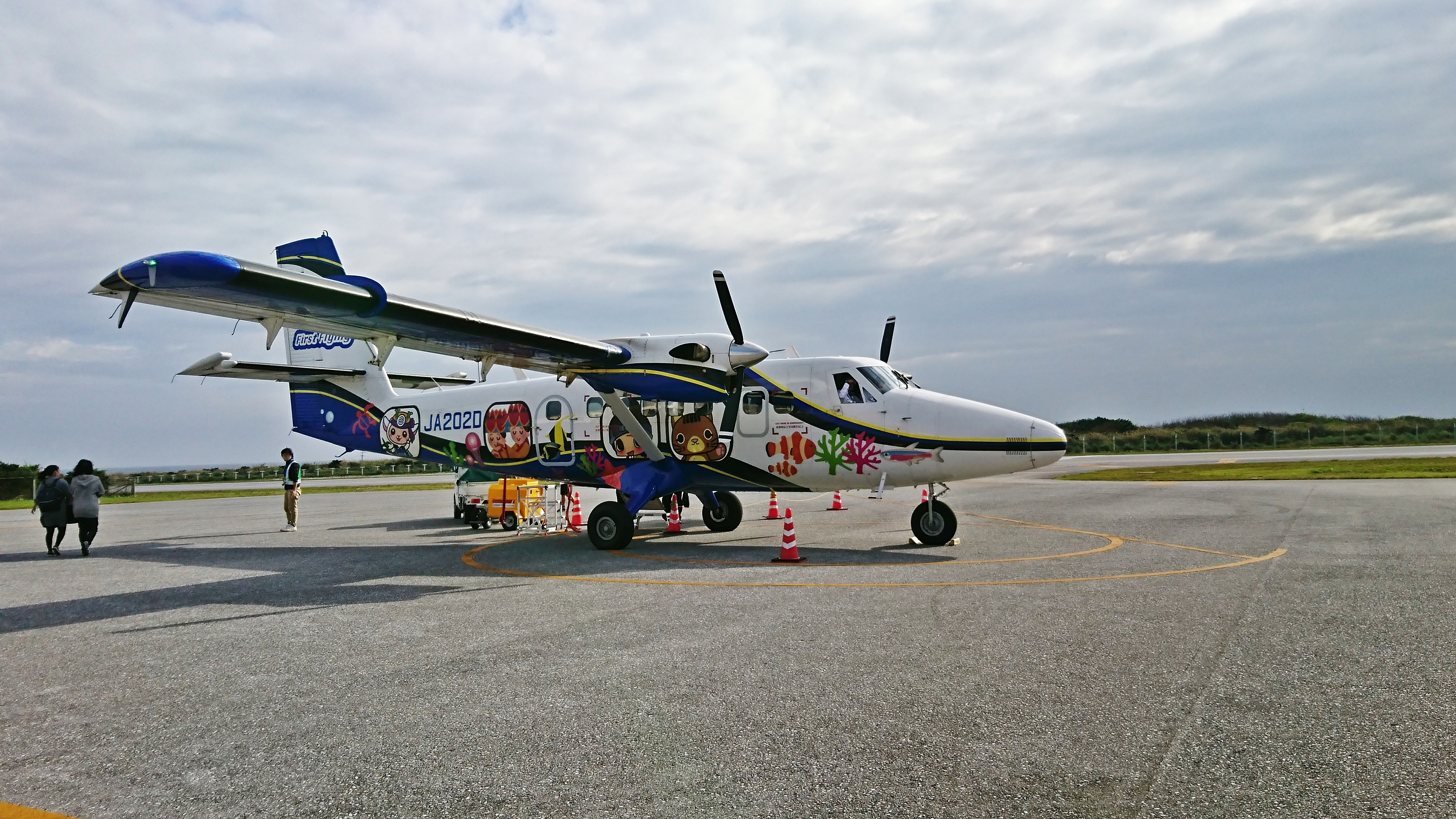
DeHavilland Canada DHC-6-400 Twin-Otter de First Flying/Daiichi Aviation

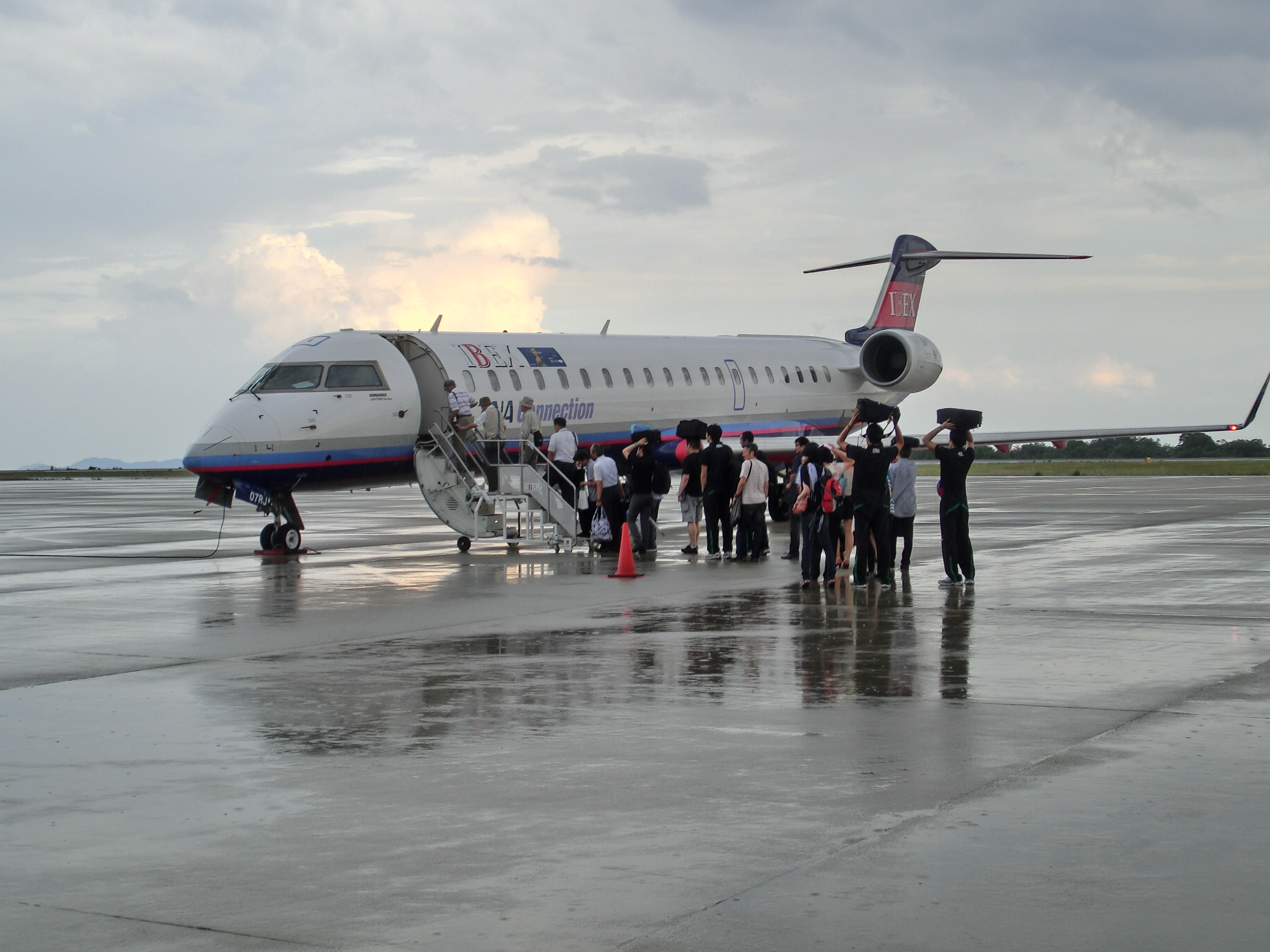
Bombardier CRJ700 de IBEX Airlines

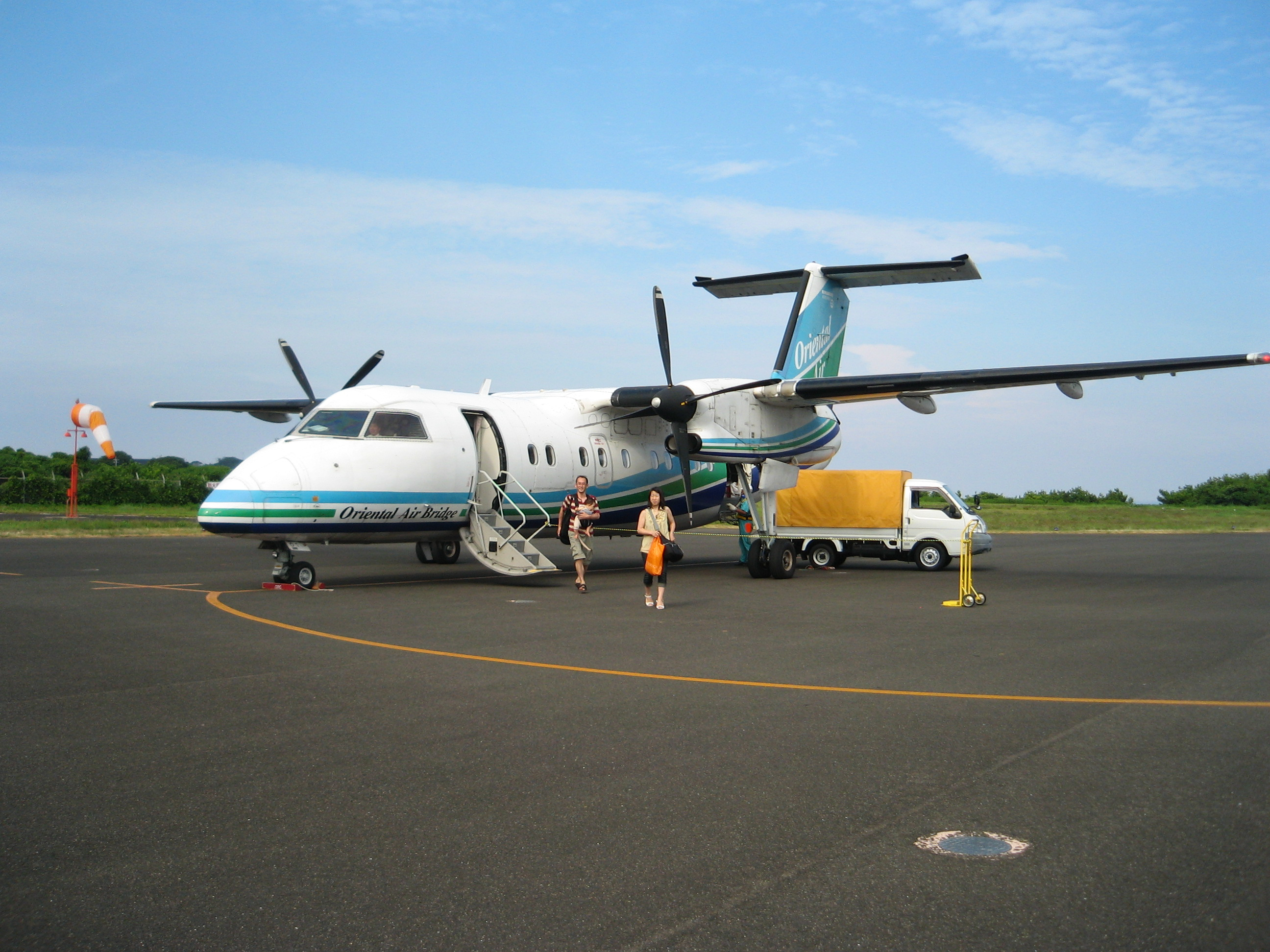
DeHavilland Dash-8 de Oriental Air Bridge

## Compagnies aériennes charter/civiles
- All Nippon Airways (ANA) est la compagnie aérienne internationale japonaise. Elle est créée en 1952, sous le nom de Nippon Helicopter. Elle est membre de Star Alliance depuis 1999. Elle dessert plus de 21 pays à travers le monde. Elle est la compagnie de lancement du Boeing 787. Ses filiales sont ANA Wings, AirJapan et ANA Cargo[1].

- Japan Airlines (JAL)est la deuxième plus grande compagnie aérienne du Japon. Elle est créée en 1951, sous le nom de Japan Air Lines. Elle est membre de l’alliance Oneworld depuis 2005. Elle dessert plus de 19 pays à travers le monde. Ses filiales sont Japan Transocean Air, ZIPAIR Tokyo, Jetstar Japan, Ryukyu Air Commuter, Japan Air Commuter, Hokkaido Air System, J-Air, Spring Japan Airlines et JAL Cargo[2].

- Solaseed Air (SNJ) est une compagnie aérienne à bas coûts des îles Kyushu et Okinawa. Elle est créée en 1997 sous le nom de Pan Asia Airways. En 2002, elle est renommée Skynet Asia Airways, puis en 2011 elle est nommée Solaseed Air.

- Air Do (ADO) est une compagnie aérienne à bas coûts de l'île de Hokkaido. Elle a été créée en 1996 sous le nom de Hokkaido International Airlines, puis elle a été renommée Air Do.

- StarFlyer (SFJ) est une compagnie aérienne à bas coûts de Kyushu. Elle a été créée en 2002 sous le nom de Kobe Airlines puis est renommée en tant que StarFlyer.

- Skymark Airlines (SKY) est une compagnie aérienne à bas coûts japonaise. Elle a été créée en 1996.

- Peach Aviation (APJ) est la plus grande compagnie aérienne à bas coûts japonaise, elle est osakienne (Osaka). Elle a été créée en 2011.

- Jetstar Japan (JJP) est une compagnie aérienne japonaise possédée par Japan Airlines, Jetstar Airways et Qantas. Elle a été créée en 2012.

- ZIPAIR Tokyo (TZP) est une compagnie aérienne tokyoïte (Tokyo). Elle a été créée en 2018. C’est une filiale du groupe Japan Airlines.

- Spring Japan Airlines (SJO) est une compagnie aérienne à bas coûts japonaise. Elle a été créée en 2012. Elle possède une filiale nommée Spring Japan Airlines Cargo[3]. C’est une filiale de Japan Airlines.

- New Central Airservice (CUK) est une compagnie aérienne régionale japonaise. Elle a été créée en 1978 pour assurer la liaison entre l'archipel d’Izu et Tokyo.

- Amakusa Airlines (AMX) est une compagnie aérienne régionale assurant la liaison entre Kyushu et l’archipel d’Amakusa. Elle a été créée en 1998.

- Airtransse (TSQ) est une compagnie aérienne charter de l'île Hokkaido. Elle a été créée en 2004.

- Fuji Dream Airlines (FDA) est une compagnie aérienne régionale japonaise. Elle a été créée en 2008.

- ANA Wings (AKX) est une compagnie aérienne régionale affiliée à Star Alliance. Elle a été créée en 2010. Elle est une filiale de All Nippon Airways.

- AirJapan (AJX) est une compagnie aérienne charter affiliée à Star Alliance. Elle a été créée en 1990 sous le nom de World Air Network, puis en 2000, elle est renommée Air Japan. Enfin, en 2022, elle est officiellement nommée AirJapan. C’est une filiale de All Nippon Airways.

- J-Air (JLJ) est une compagnie aérienne régionale japonaise. Elle a été créée en 1996. C’est une filiale de Japan Airlines, et elle est un membre affilié de Oneworld.

- Japan Transocean Air (JTA) est une compagnie aérienne régionale japonaise. Elle a été créée en 1967. C’est une filiale de Japan Airlines, et elle est un membre affilié de Oneworld.

- Ryukyu Air Commuter (RAC) est une compagnie aérienne régionale japonaise. Elle a été créée en 1985. C’est une filiale de Japan Transocean Air, mais elle n’est pas affiliée à Oneworld.

- Japan Air Commuter (JAC) est une compagnie aérienne régionale kagoshiméenne (Kagoshima). Elle a été créée en 1983. C’est une filiale de Japan Airlines et elle est affiliée à Oneworld.

- Hokkaido Air System (HAC) est une compagnie aérienne régionale de l'île Hokkaido. Elle a été créée en 1997. Elle est une filiale du groupe Japan Airlines et elle est affiliée à Oneworld.

- First Flying / Daiichi Aviation (DAK) est une compagnie aérienne charter japonaise. Elle a été créée en 1966.

- IBEX Airlines (IBX) est une compagnie aérienne charter sendéenne (Sendai). Elle a été créée en 1999.

- Oriental Air Bridge (ORC) est une compagnie aérienne régionale nagasakienne (Nagasaki). Elle a été créée en 1961.

- New Japan Aviation / Shin Nihon Aviation (NJA) est une compagnie aérienne charter kagoshiméenne (Kagoshima). Elle a été créée en 1965.

## Compagnies aériennes cargo
- JAL Cargo[2] (JAL) est une compagnie aérienne japonaise spécialisée dans le transport de fret. Elle a été créée en 1982, sous le nom de Japan Air Lines Cargo mais elle a suspendu ses activités en 2010. En 2023, elle a repris ses activités. C’est une filiale de Japan Airlines.

- Spring Japan Airlines Cargo[3] (SJO) est une compagnie aérienne spécialisée dans le transport de fret. Elle a été créée en 2024, à la suite de la collaboration avec Yamato Transportation. C’est une filiale de Spring Japan Airlines.

- Ryukyu Air Commuter Cargo (RAC) est un service proposé par Ryukyu Air Commuter de transport de fret entre les îles Okinawa. Elle utilise les mêmes avions que Ryukyu Air Commuter car ces avions peuvent transporter à la fois des passagers et 2,5 tonnes de fret. Elle a été créée en 2015.

- Nippon Cargo Airlines (NCA) est une compagnie aérienne japonaise spécialisée dans le transport de fret. Elle a été créée en 1978. C’est une filiale de groupe Nippon Yusen, une compagnie de transport de fret maritime.

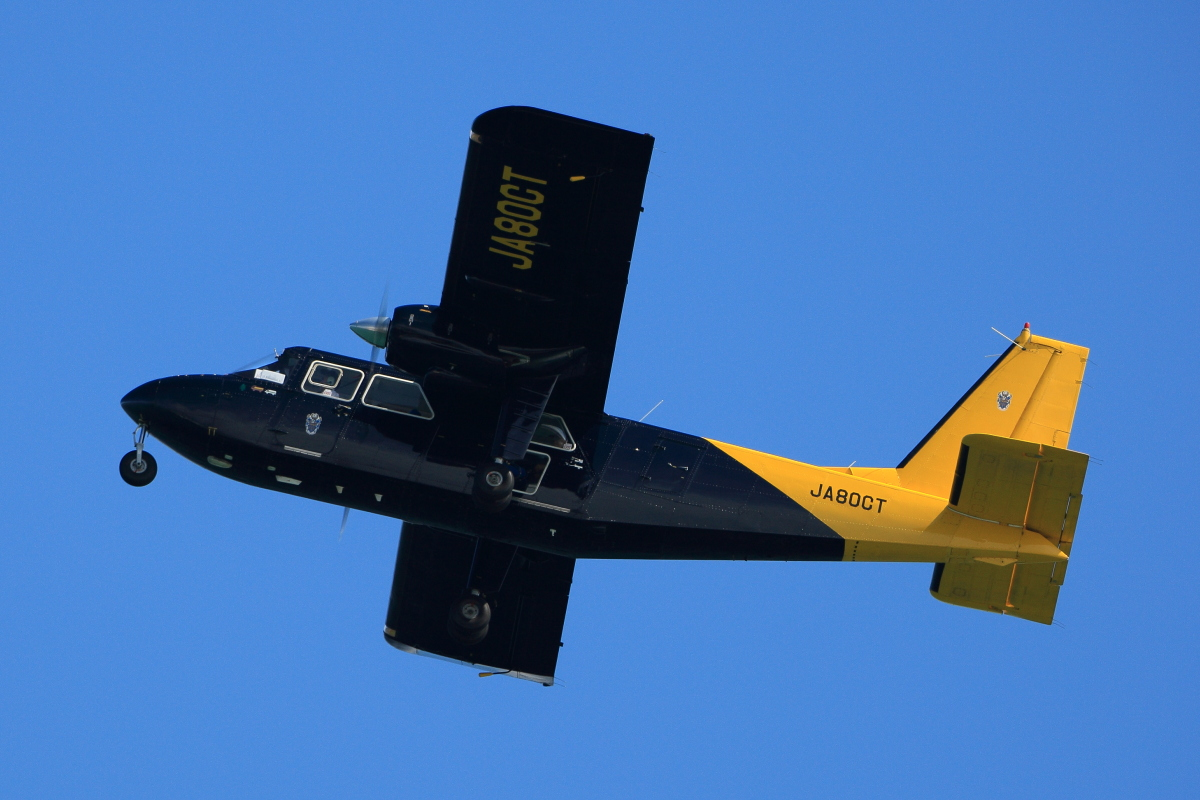
Britten Norman BN-2 Islander de New Japan Aviation/Shin Nihon Aviation

- ANA Cargo[1] (ANA) est une compagnie aérienne japonaise spécialisée dans le transport de fret. Elle a été créée en 2013. C’est une filiale du groupe All Nippon Airways.

## Compagnies aériennes ayant disparu

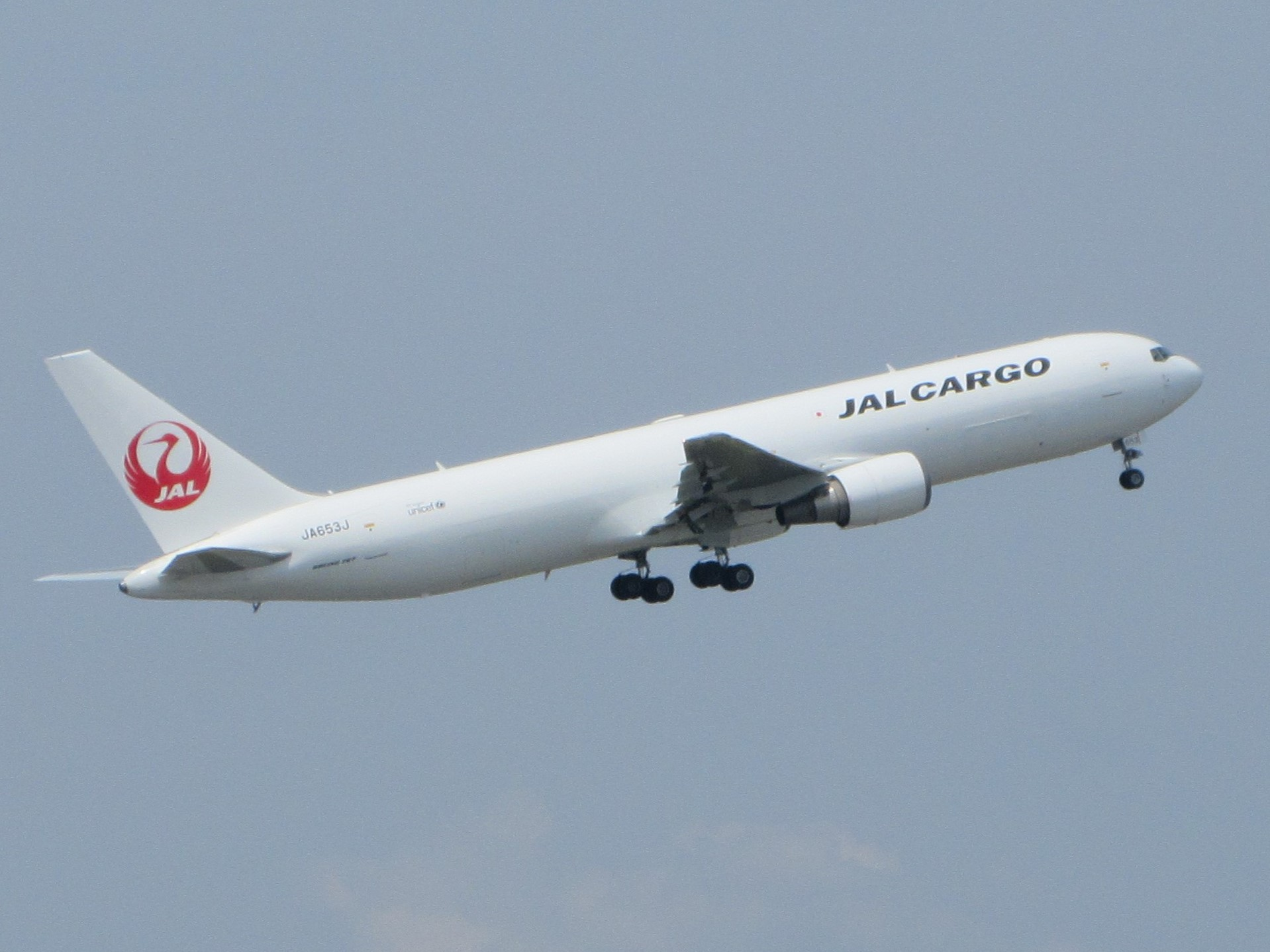
Boeing 767-300ERBCF de JAL Cargo

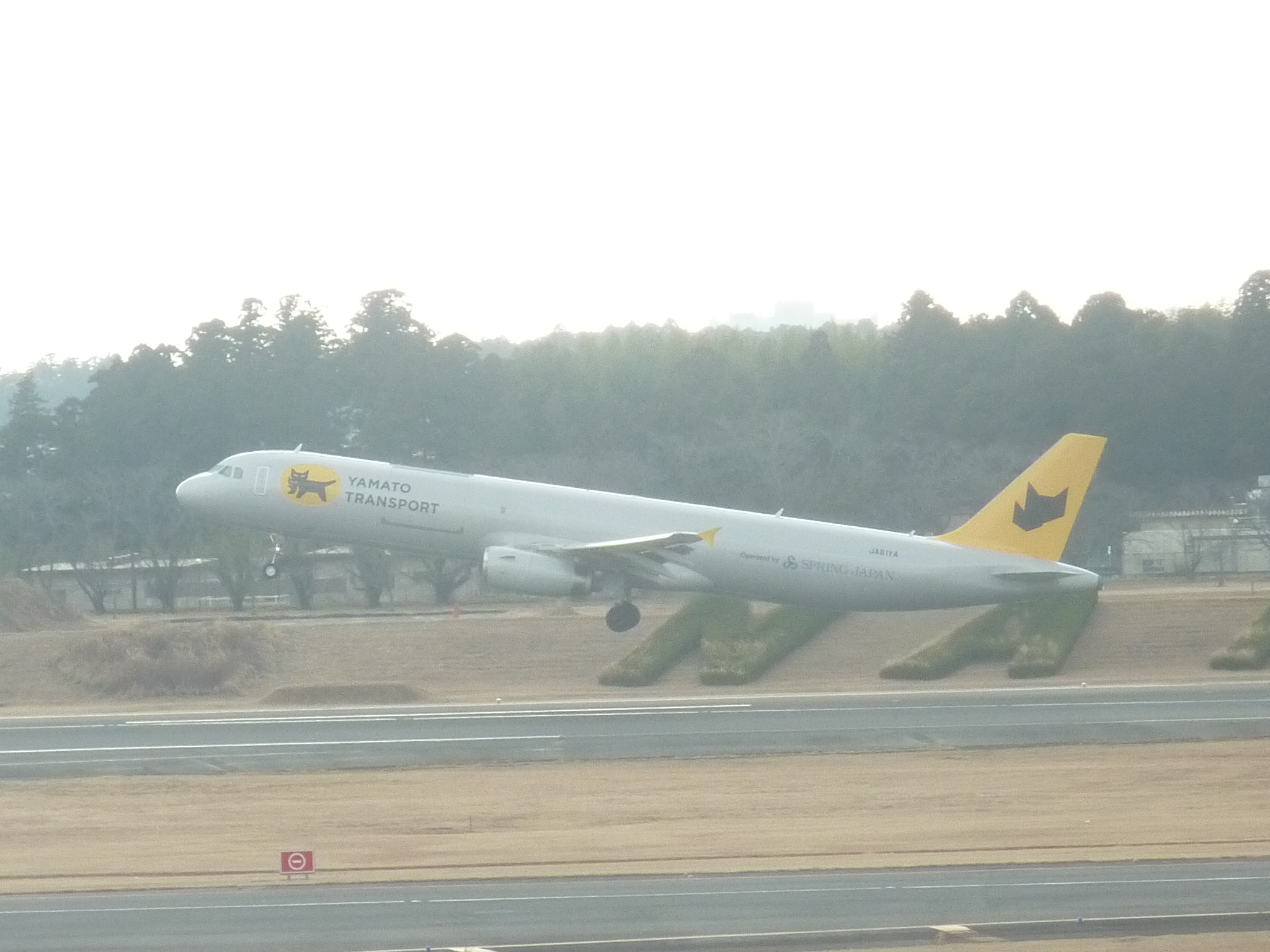
A321F de Spring Japan Airlines Cargo

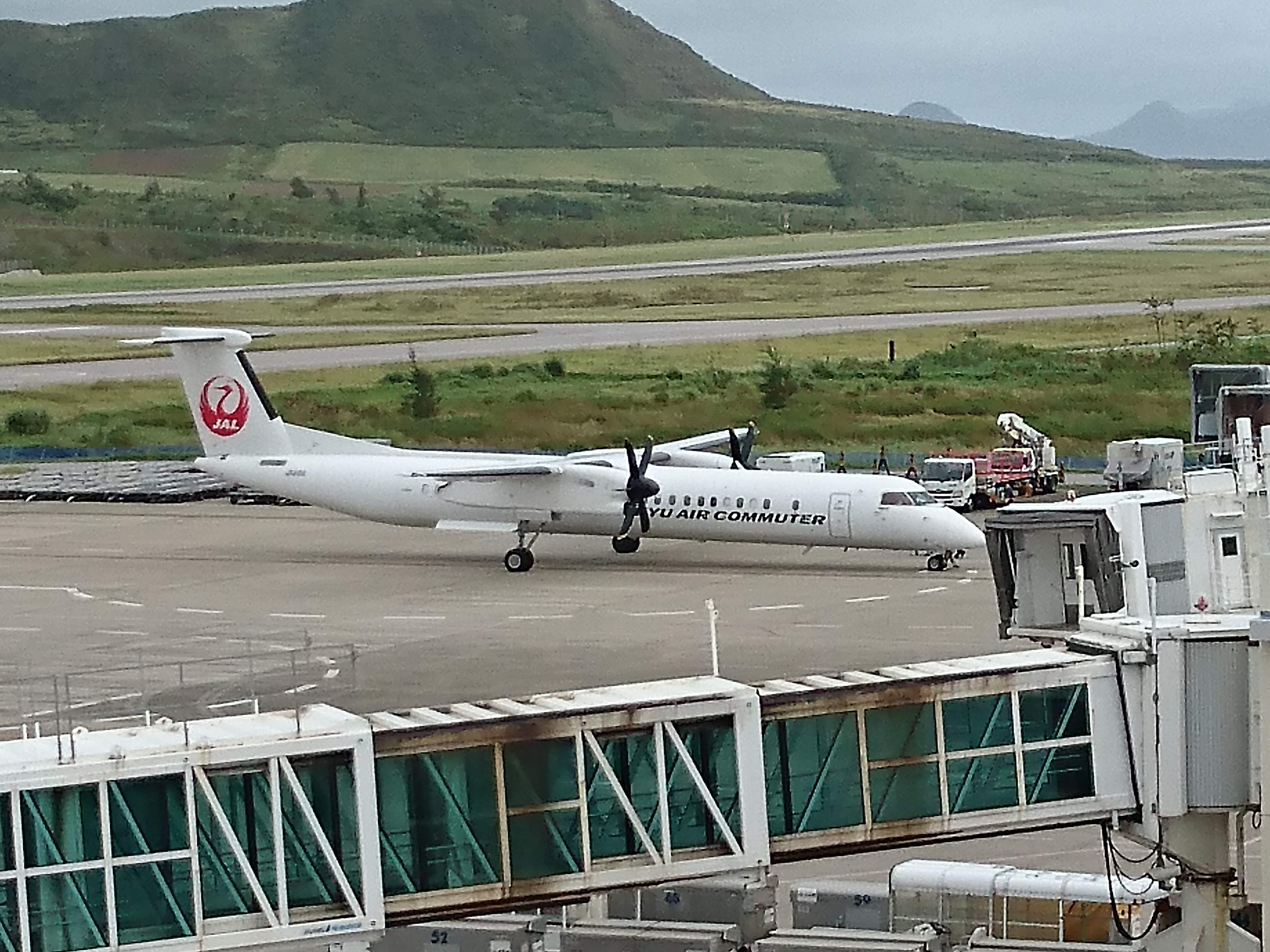
DeHavilland Canada DHC-8 Cargo Combi de Ryukyu Air Commuter

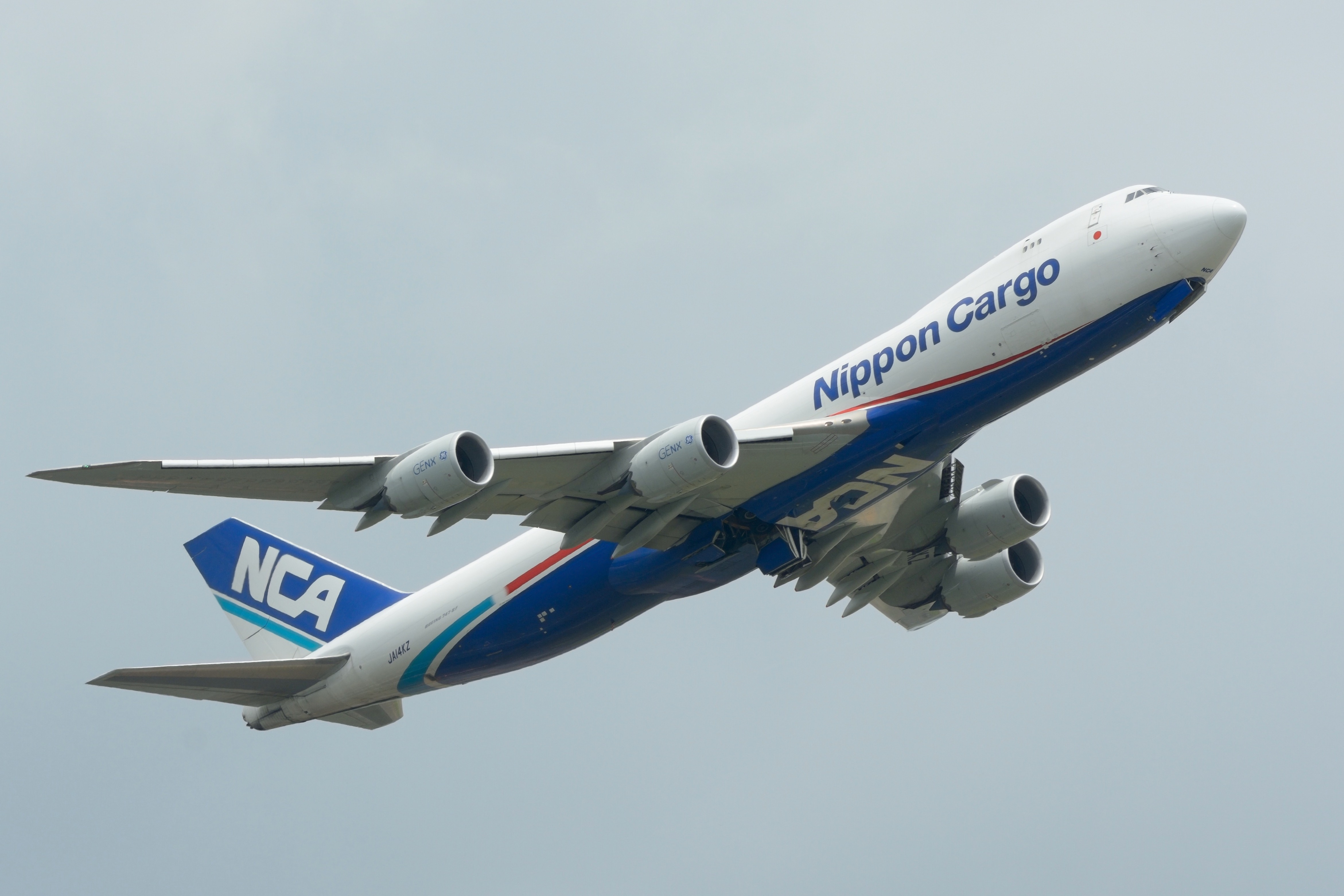
Boeing 747-8F de Nippon Cargo Airlines

- Boeing 767-300ERBCF de JAL Cargo A321F de Spring Japan Airlines Cargo DeHavilland Canada DHC-8 Cargo Combi de Ryukyu Air CommuterAirAsia Japan (WAJ) était une compagnie aérienne à bas coûts, filiale de AirAsia. Elle a commencé ses opérations en 2012 et a cessé ses opérations en 2020.

- JAL Ways (JAZ) était une compagnie aérienne long-courrier japonaise, membre du groupe Japan Airlines. Elle a commencé ses opérations en 1991 et a cessé ses opérations en 2010.

- JAL Express (JEX) était une compagnie aérienne japonaise qui a commencé ses opérations en 1997 et a cessé ses opérations en 2014.

- Vanilla Air (VNL) était une compagnie aérienne à bas coûts japonaise.

- Toa Domestic Airlines[4]

- World Air Network (WAN) était une compagnie aérienne
- Air Japan (AJX) était une compagnie aérienne
- Kobe Airlines (SFJ) était une compagnie aérienne à bas coûts
- Japan Air Lines (JAL) était une compagnie aérienne
- All Nippon Helicopter (AKX) était une compagnie d'helicopters
- Japan Domestic Airlines[5] (JDA) était une compagnie aérienne
- Japan Air System (JAS) était une compagnie aérienne
- Hokkaido International Airlines (ADO) était une compagnie aérienne à bas coûts
- Skynet Asia Airways (SNA) était une compagnie aérienne à bas coûts
- Pan Asia Airways (PAA) était une compagnie aérienne à bas coûts
- Air Nippon[6] (ANK) était une compagnie aérienne japonaise.

## Références

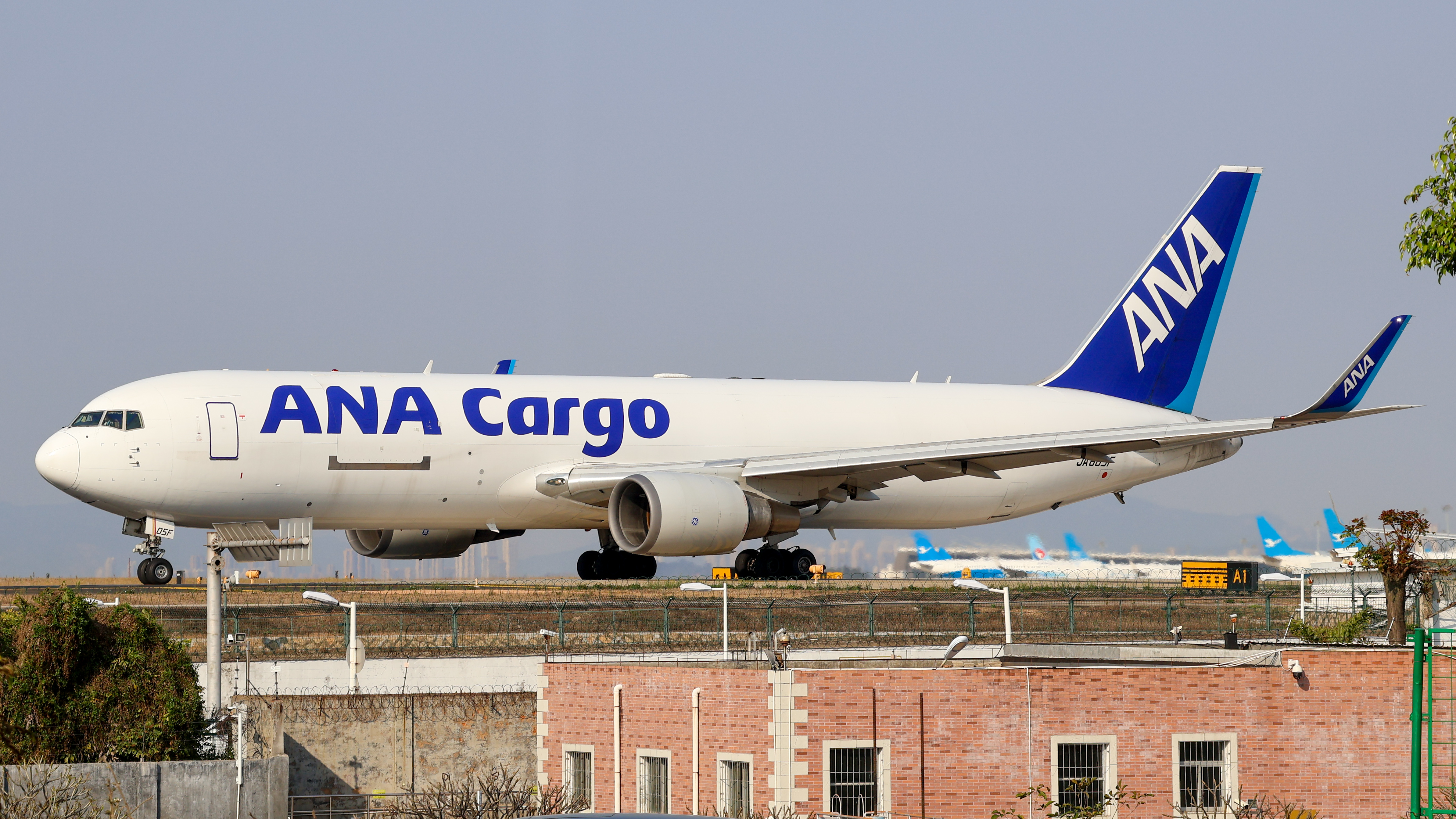
Boeing 767-300F de ANA Cargo

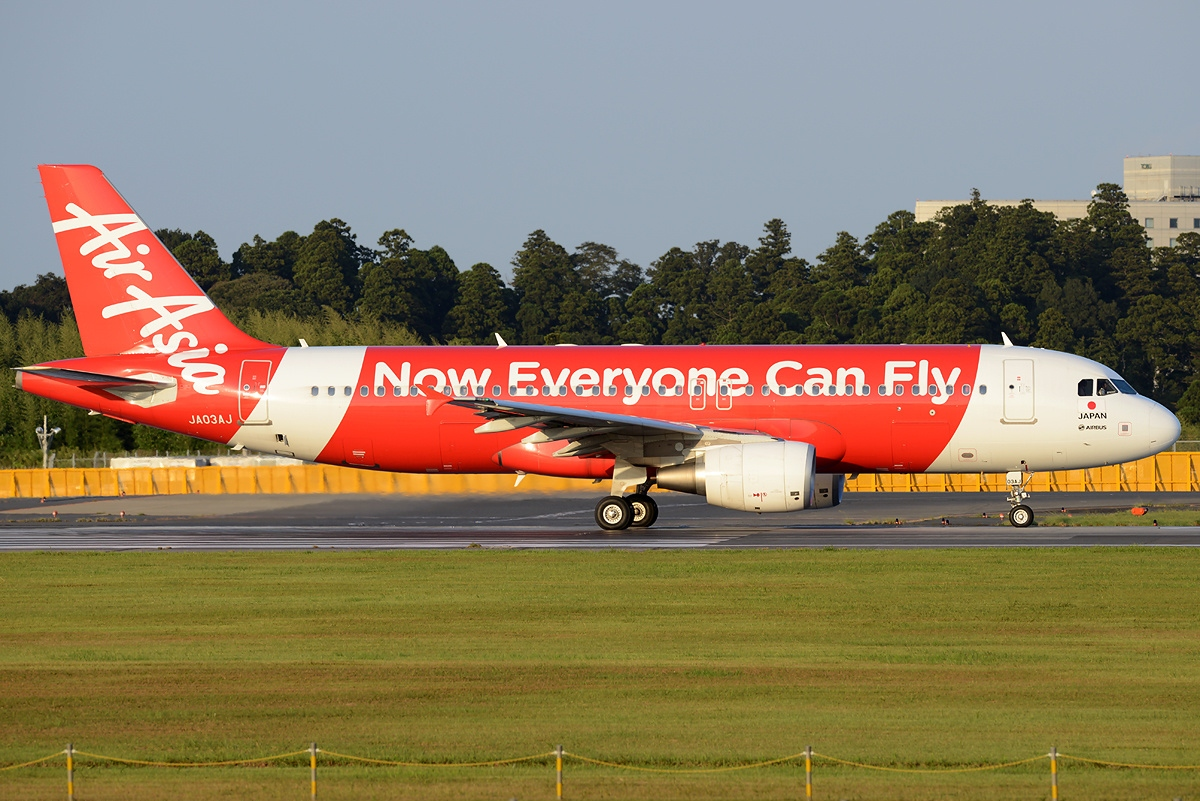
Airbus A320-200 de AirAsia Japan

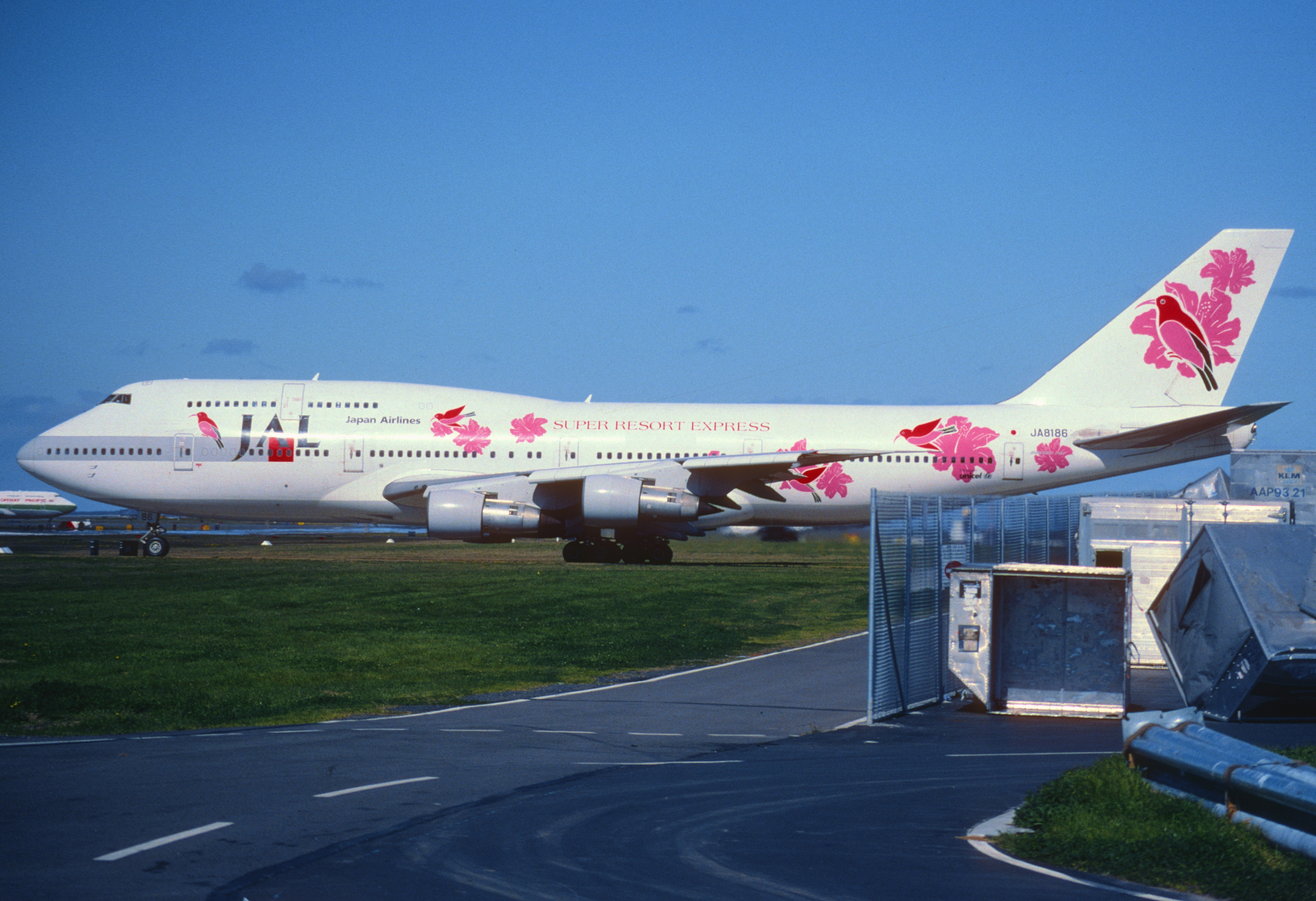
Boeing 747-300 de JAL Ways

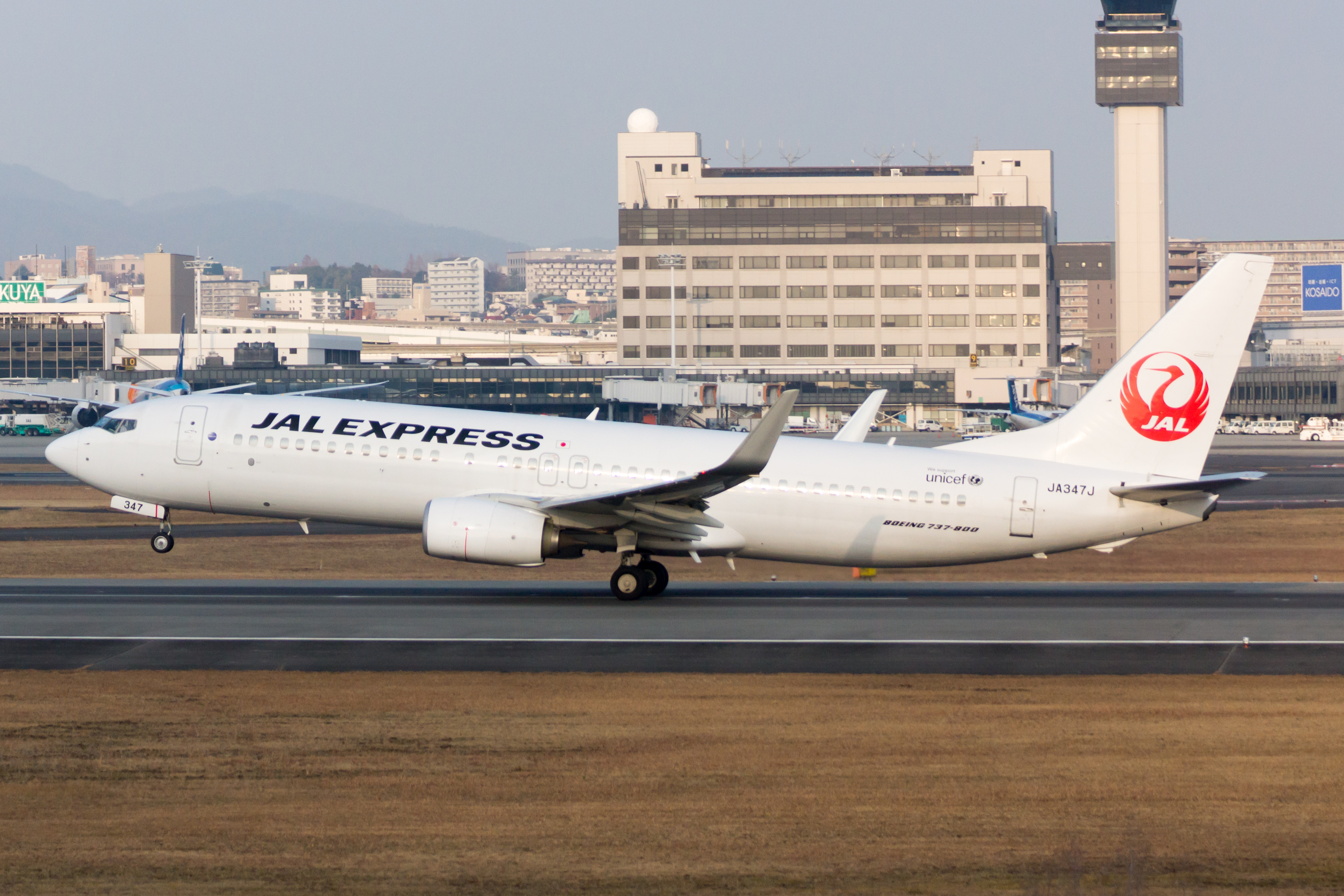
Boeing 737-800 de JAL Express

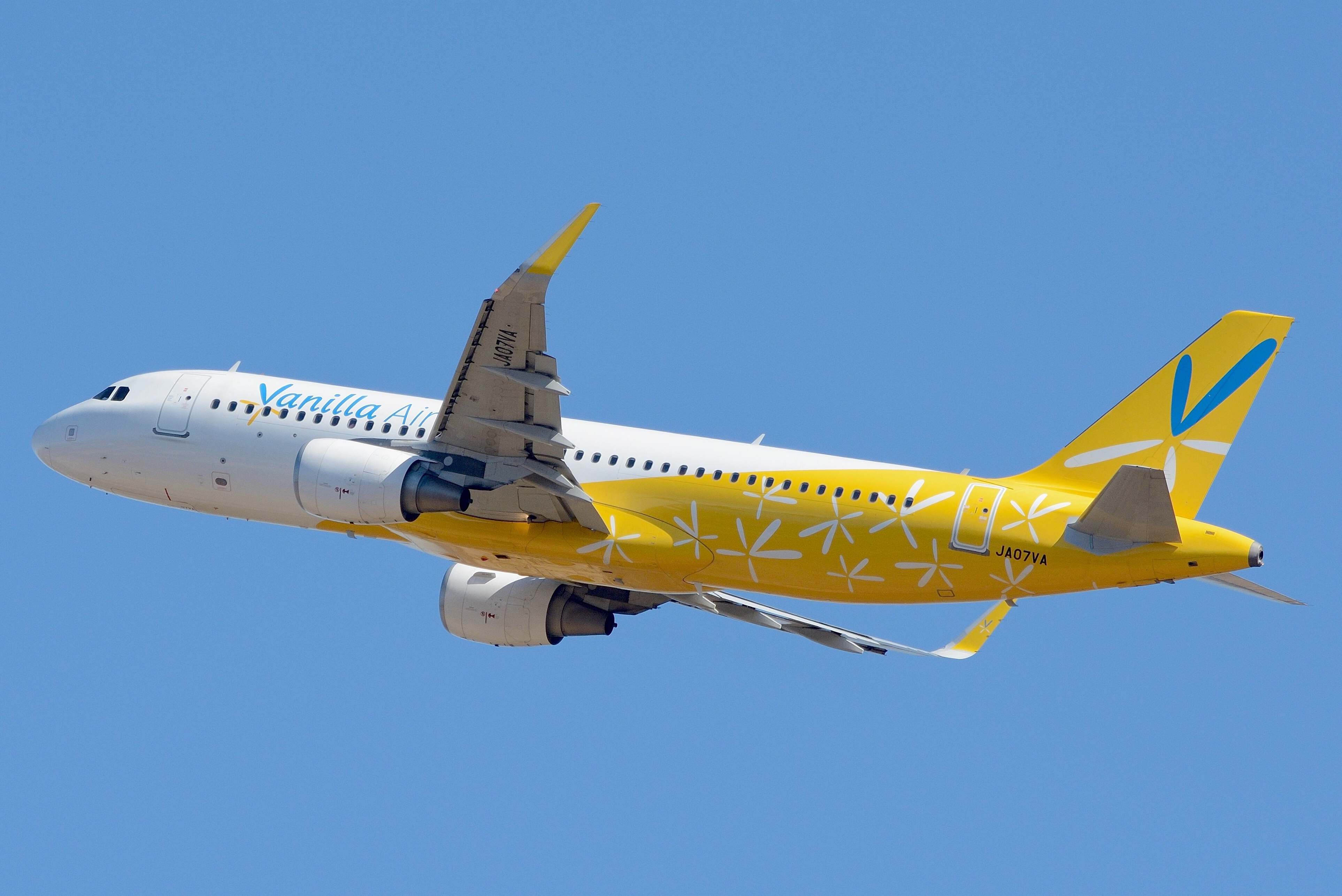
A320-200 de Vanilla Air

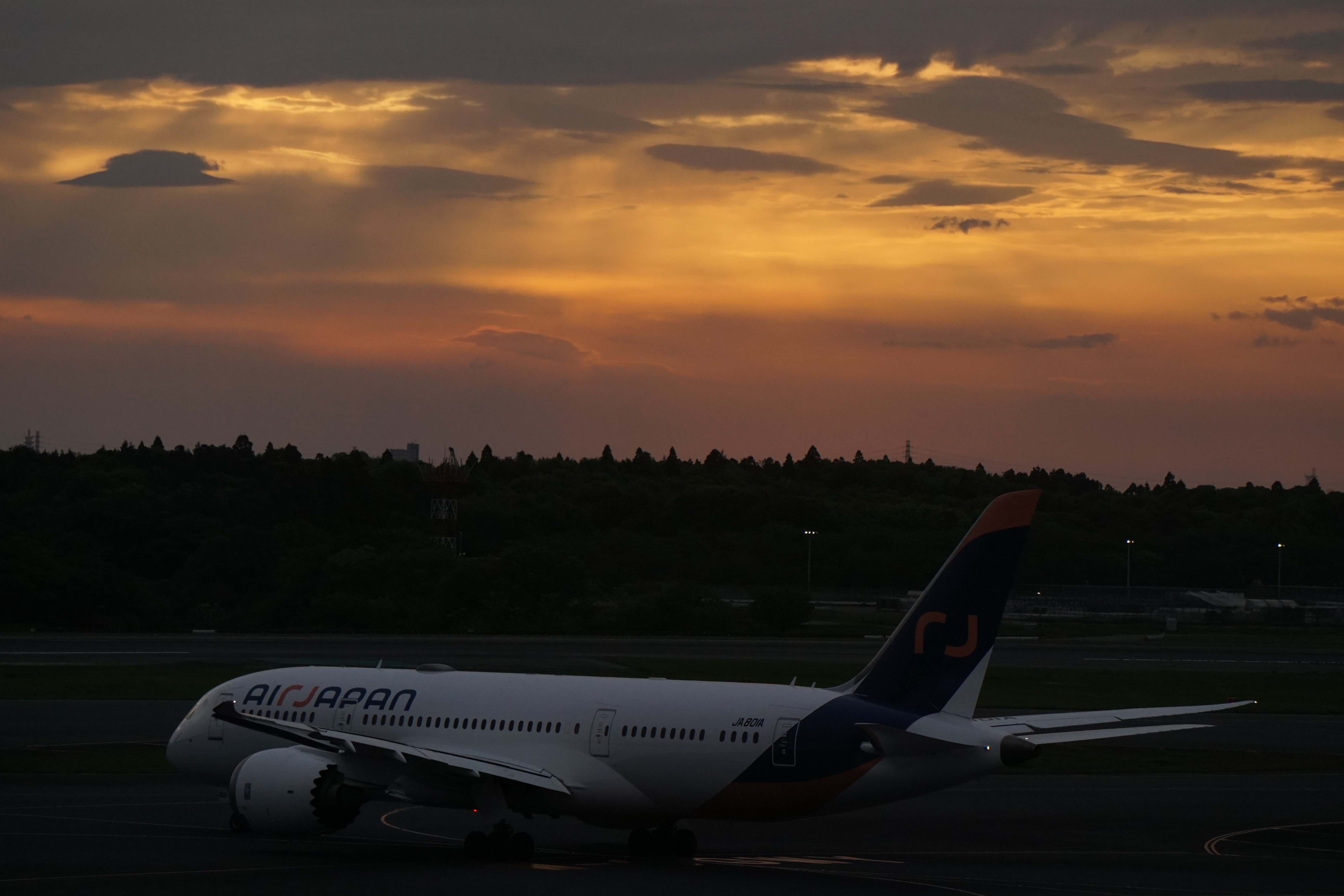
Boeing 787-8 Dreamliner de Air Japan

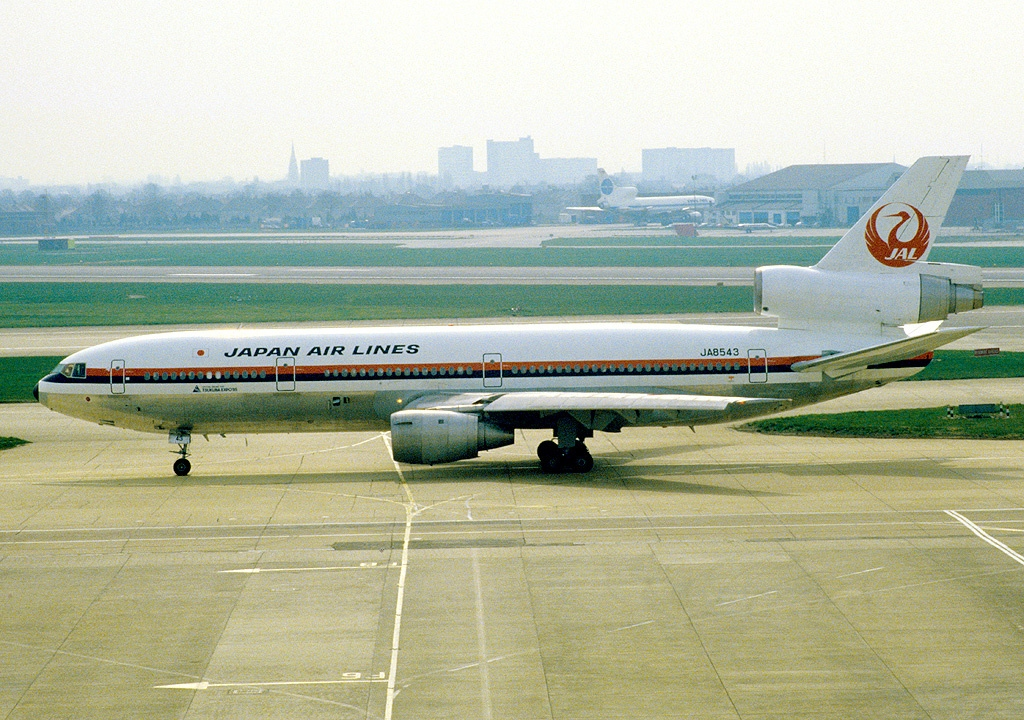
McDonnell Douglas DC-10-40I de Japan Air Lines

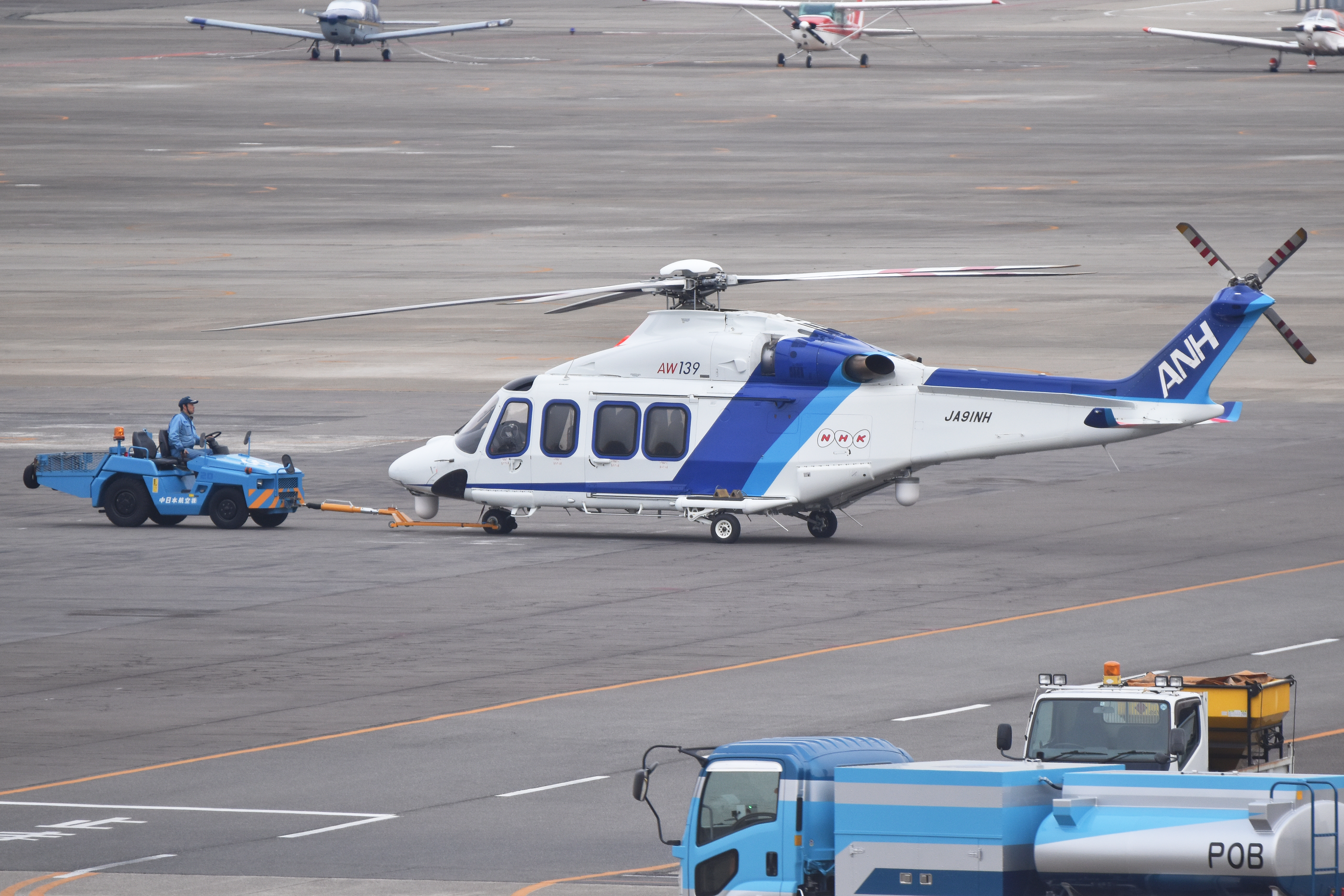
Agusta-Westland AW139 de All Nippon Helicopter

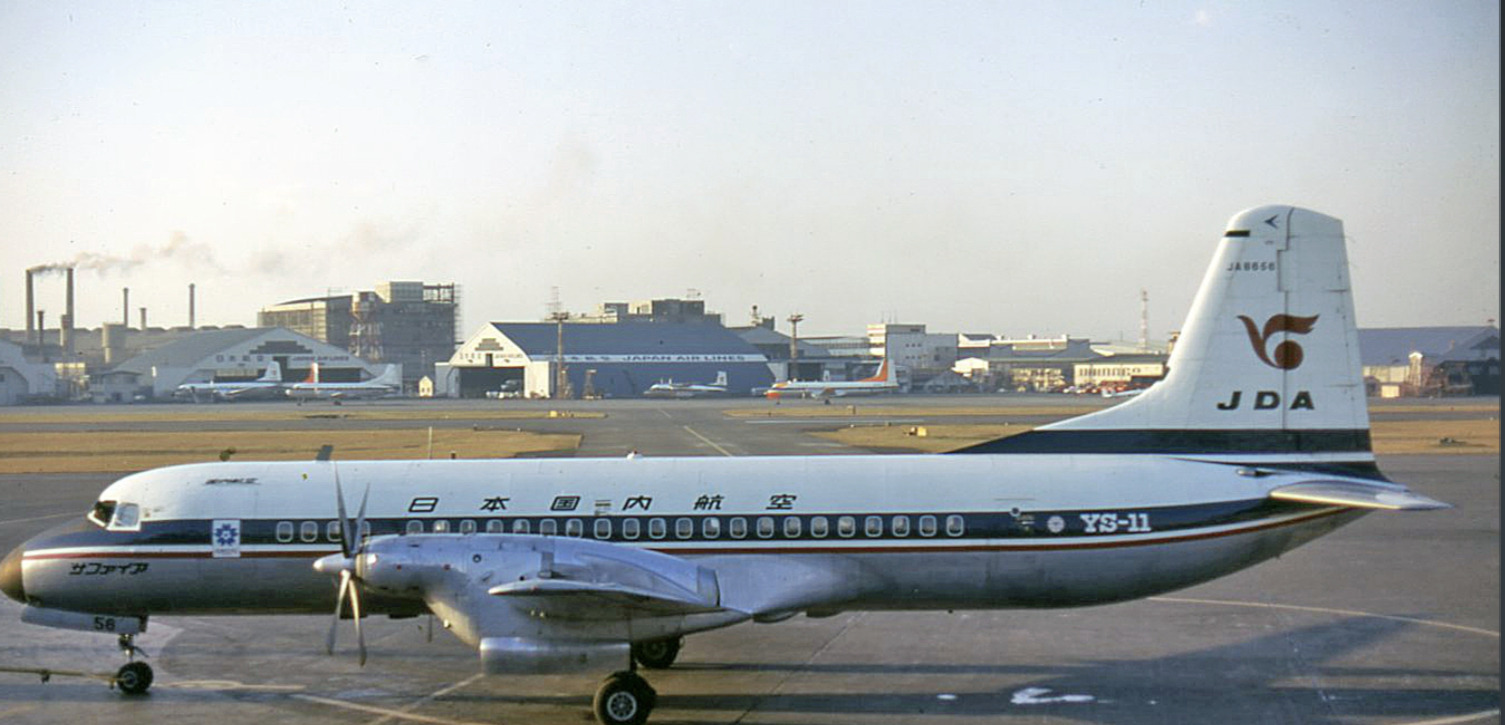
NAMC YS-11 de Japan Domestic Airlines

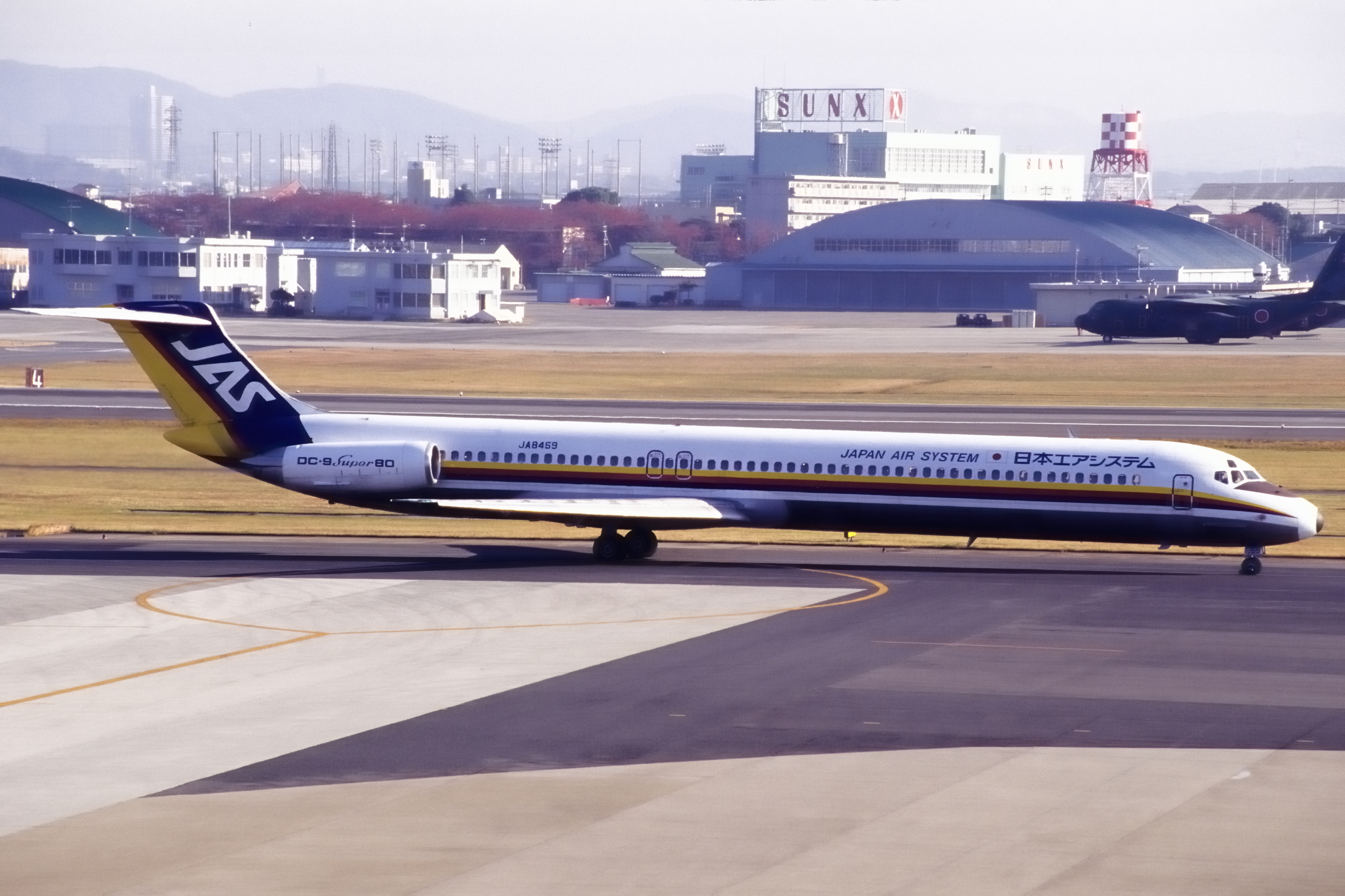
McDonnell Douglas DC-9 de Japan Air System

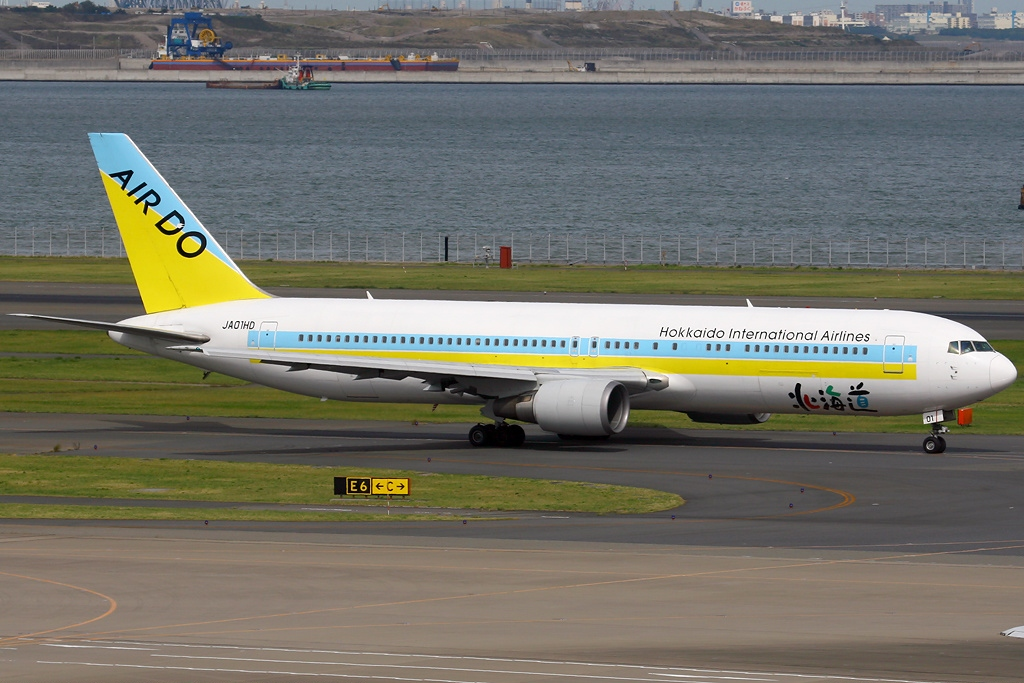
Boeing 767-300ER de Hokkaido International Airlines

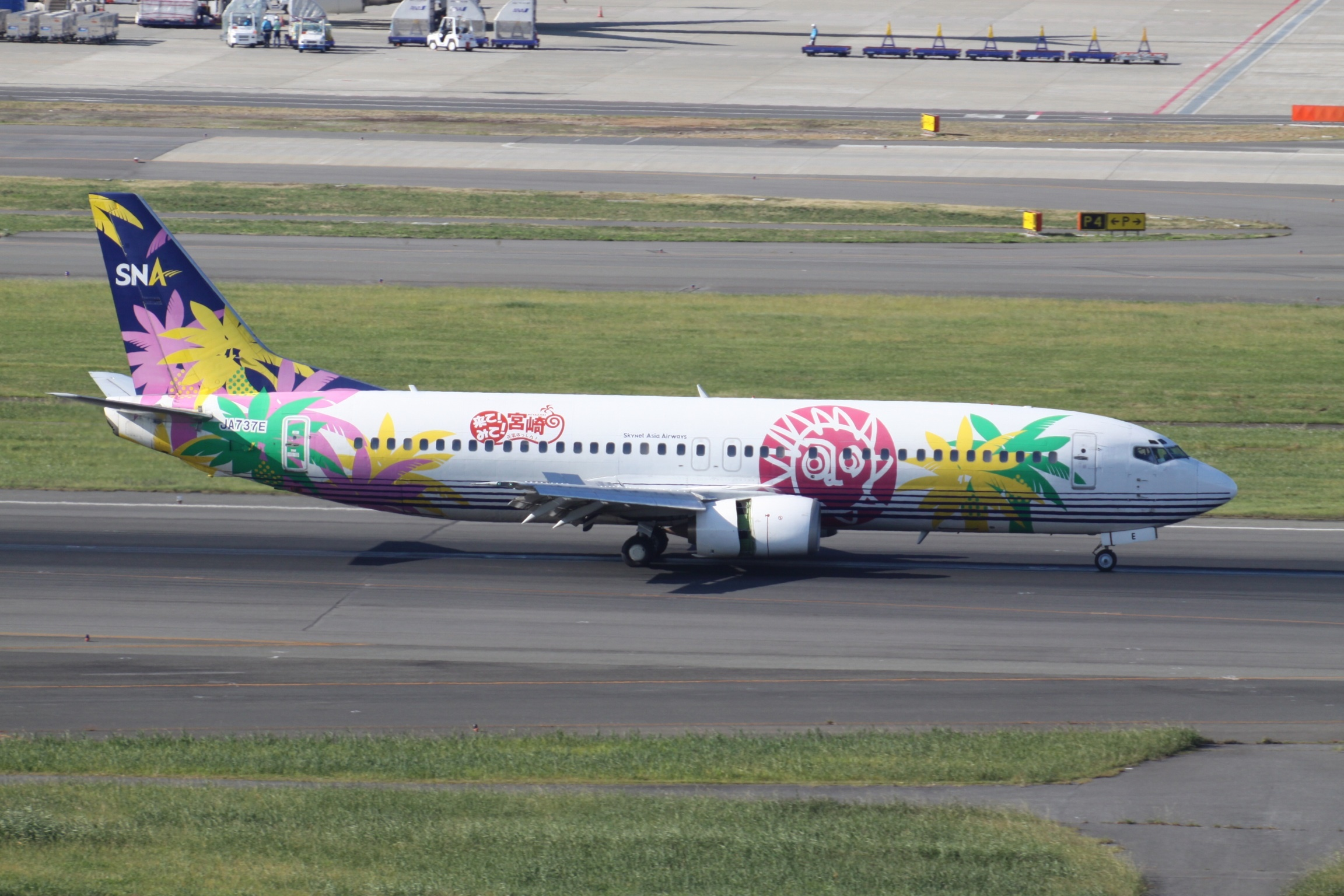
Boeing 737-400 de Pan Asia Airways

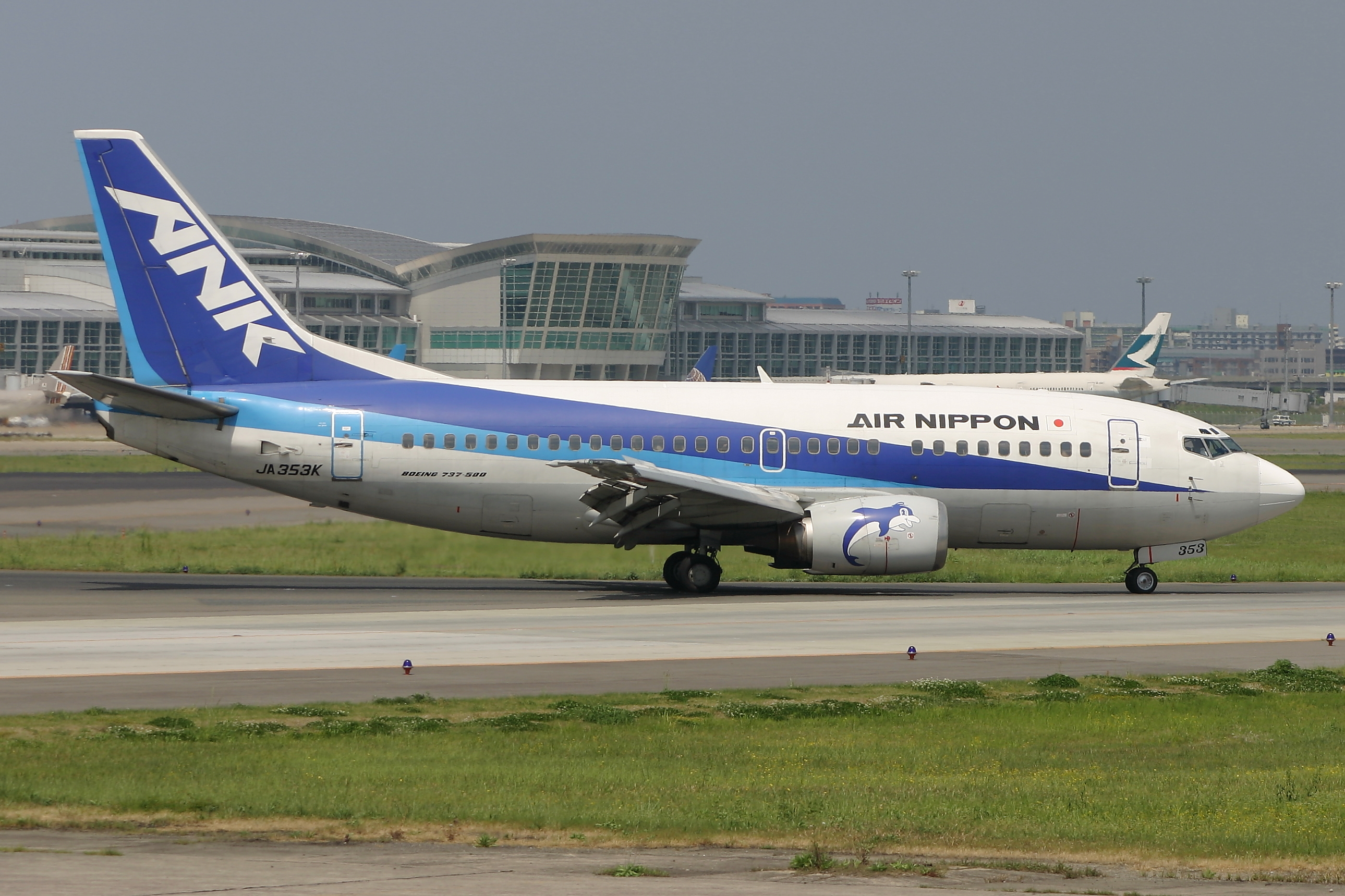
Boeing 737-500 de Air Nippon